# Tczew

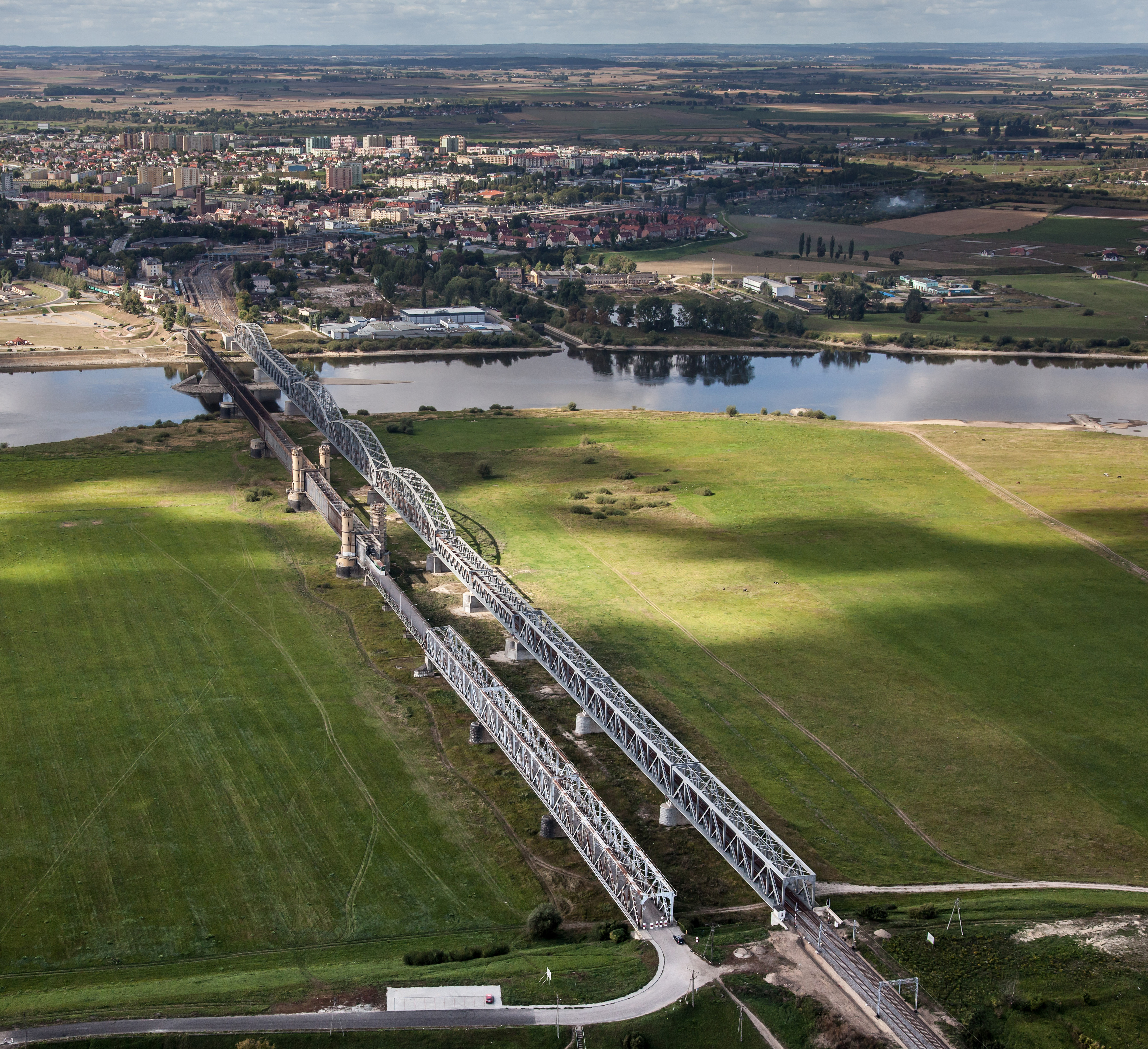
Panorama Tczewa i mostów od strony Lisewa Malborskiego

Tczew wymowaⓘ (koc. Derszewo, kaszub. Dërszewò, niem. Dirschau, łac. Trsovia) – miasto w północnej Polsce, w województwie pomorskim, siedziba powiatu tczewskiego i gminy wiejskiej Tczew, należące do aglomeracji trójmiejskiej. W latach 1975–1998 miasto administracyjnie należało do województwa gdańskiego.
Według danych GUS z 30 czerwca 2021 r., Tczew liczył 59 105 mieszkańców i był pod względem liczby ludności czwartym (po Gdańsku, Gdyni oraz Słupsku) miastem w województwie pomorskim, a także 73. spośród najludniejszych miast w Polsce.

## Położenie
Miasto położone na Pojezierzu Starogardzkim w pradolinie rzeki Wisły, w regionie Kociewie, drugim obok Kaszub regionie Pomorza Gdańskiego, w odległości ok. 30 km od Gdańska, należące do aglomeracji trójmiejskiej. Jest jednym z najstarszych miast na Pomorzu, jego historia sięga 1252 roku. Jest to węzeł komunikacyjny Polski północnej, leżący przy skrzyżowaniu szlaku Śląsk – Bałtyk i Berlin – Królewiec. Krzyżują się tu droga krajowa nr 91 relacji Gdańsk – Toruń oraz droga wojewódzka nr 224 relacji Tczew – Wejherowo (oznaczona drogowskazem Kościerzyna), a w pobliżu przebiega autostrada A1 – węzeł Stanisławie oraz Swarożyn, droga krajowa nr 22 Kostrzyn nad Odrą – Grzechotki oraz – w odległości ok. 20 km na północny wschód miasta – droga ekspresowa S7. Łącznie w Tczewie jest około 130 km dróg. Sąsiednie gminy to Lichnowy, Miłoradz, Tczew (gmina wiejska). W odległości ok. 44 km znajduje się Port Lotniczy Gdańsk im. Lecha Wałęsy.

## Powierzchnia
- 1951: 24 km²
- 1955: 30 km²
- 1960: 35 km²
- od 1980: 22 km²

Według danych z 2007 Tczew ma obszar 22,26 km², w tym:
- użytki rolne: 39,4%
- wody: 3,7%
- tereny zabudowane i zurbanizowane: 46,7%
- lasy i zadrzewienia: 0,4%
- nieużytki: 1,1%
- inne: 8,7%

Miasto stanowi 3,19% powierzchni powiatu.

## Historia

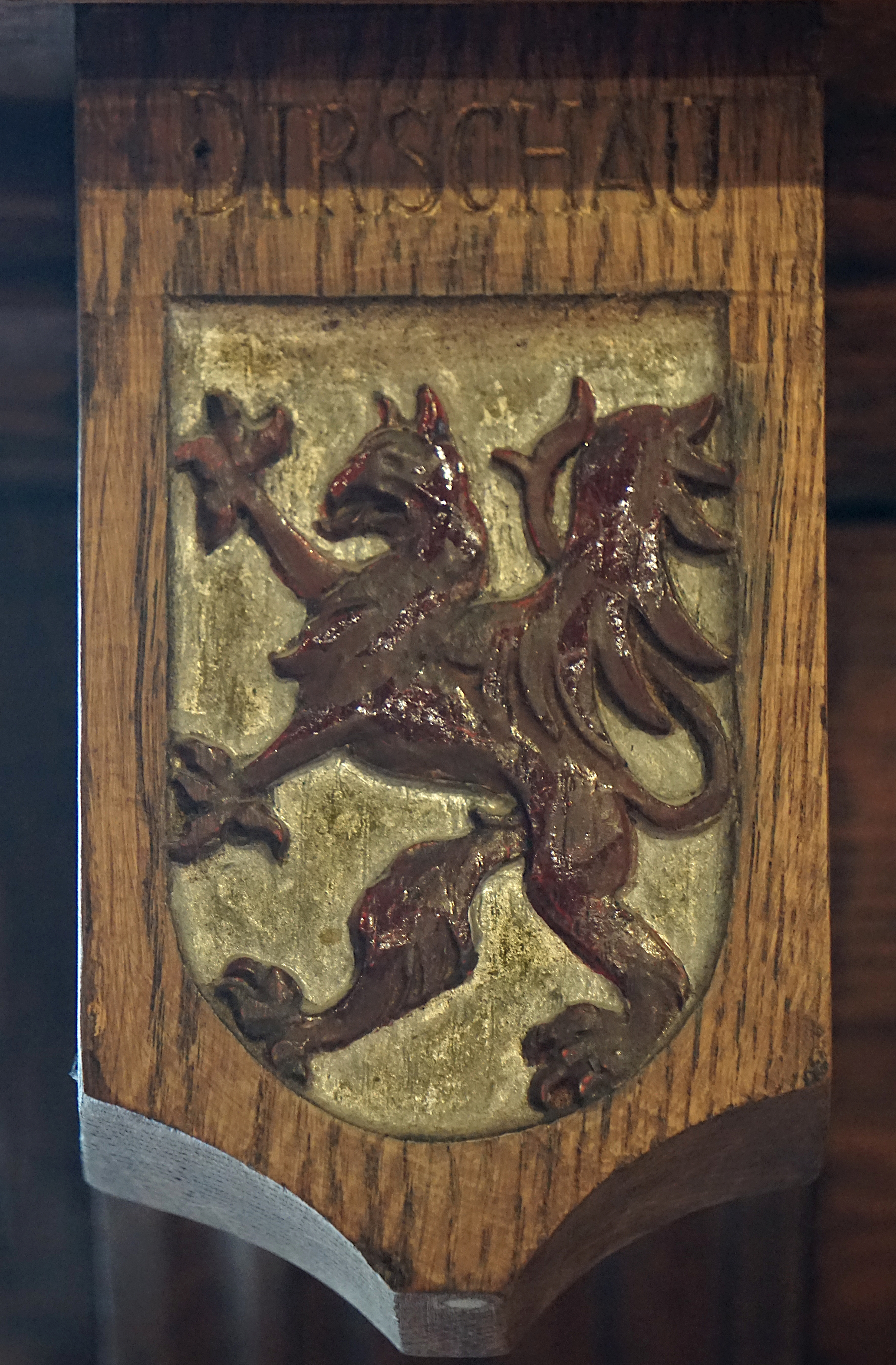
Herb Tczewa w sali plenarnej staromiejskiego ratusza w Gdańsku

Osadnictwo na terenie Tczewa należało do najstarszych na Pomorzu Gdańskim. Znaleziska archeologiczne wskazują, że okolice Tczewa były zasiedlone przez człowieka już ok. 3000–1700 lat p.n.e. (młodsza epoka kamienna – kultura pucharów lejkowatych). O ciągłości osadniczej świadczą ozdoby i narzędzia z okresu Hallstatt D (500–400 lat p.n.e.), cmentarzysko z okresu rzymskiego oraz ślady osady wczesnośredniowiecznej.

### Do rozbiorów
W 1198 Trsow po raz pierwszy odnotowany w annałach. Pierwsza źródłowa wzmianka o Tczewie pochodzi z 1252 r., kiedy to w Tczewie książę Sambor II rozpoczął budowę zamku. W wystawionym niemieckim dokumencie wymieniono osadę Dersove. Etymologia nazwy miasta nie została dotąd przez językoznawców wyjaśniona w sposób jednoznaczny, przypuszcza się, że może pochodzić z języka pruskiego (pruskie słowo „dirse” oznaczało osobę odważną). Jedno jest jednak pewne, że jest ona daleko starsza niż jego pierwszy zapis. W najstarszych pisanych dokumentach (XII i XIII w.) występowały obok siebie dwie nazwy odnoszące się do tej samej albo nawet do dwóch sąsiadujących ze sobą osad: wspomniana Trsow – zdaniem prof. Tymienieckiego pochodzenia etruskiego, a według Mrongowiusza od Tkaczewo, co oznaczałoby osadę tkaczy, i Derszewo, od imienia feudała Dersława, odpowiadające kaszubskiemu Dërszewò, a niemieckiemu Dirschau.

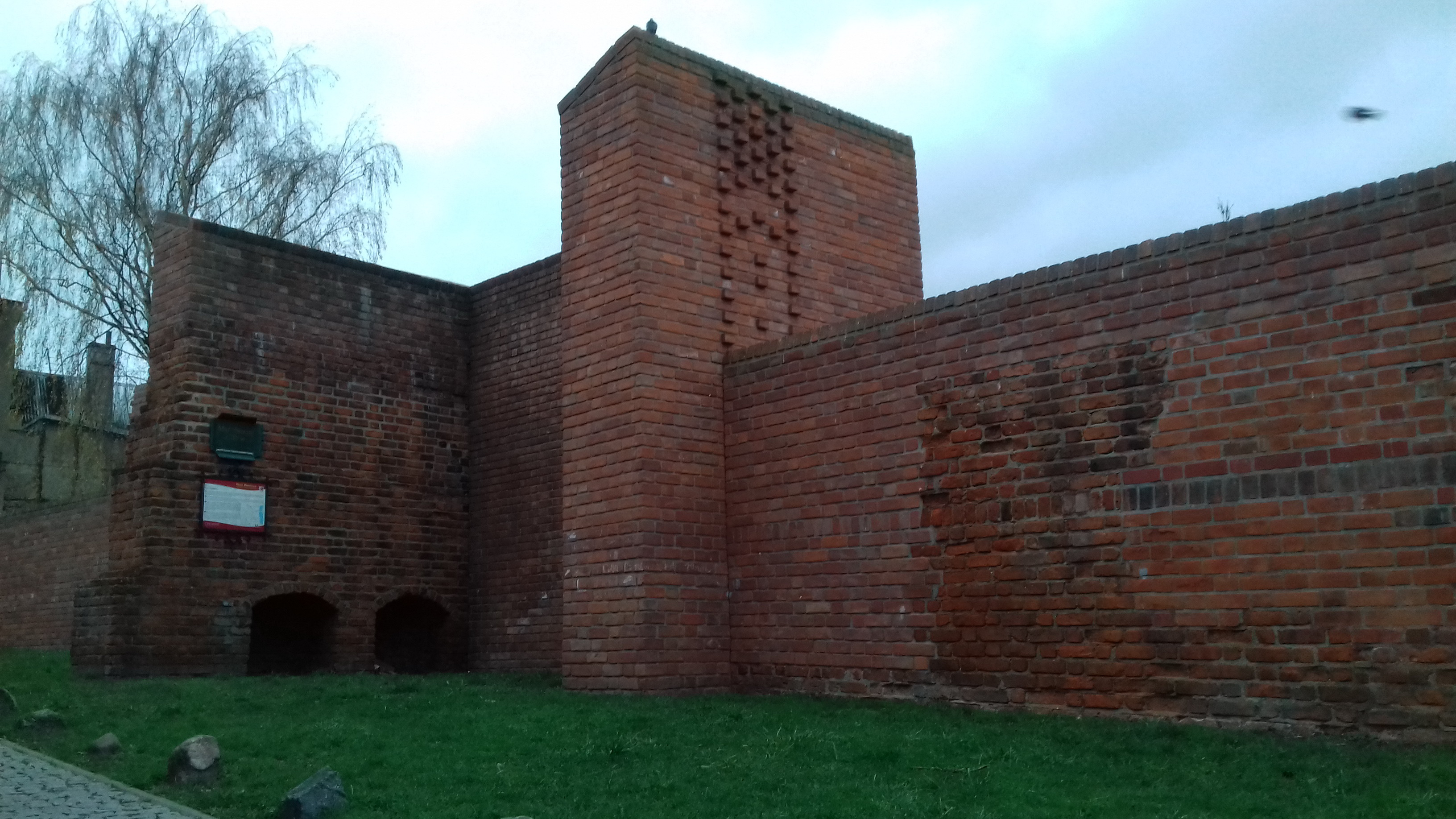
Pozostałości murów obronnych Tczewa z basztą, ul. Podmurna

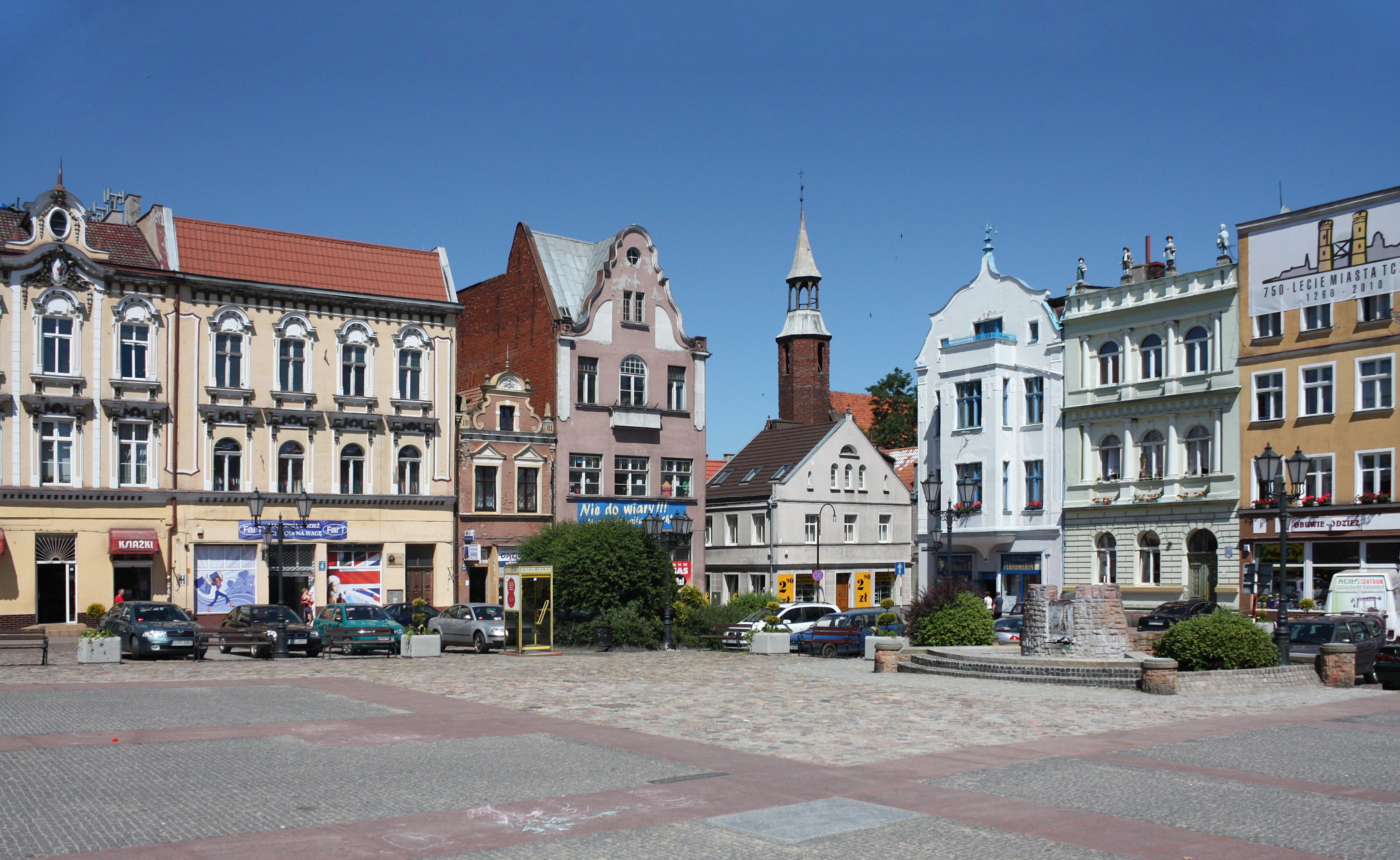
Plac Hallera w Tczewie w głębi kościół podominikański św. Stanisława Kostki

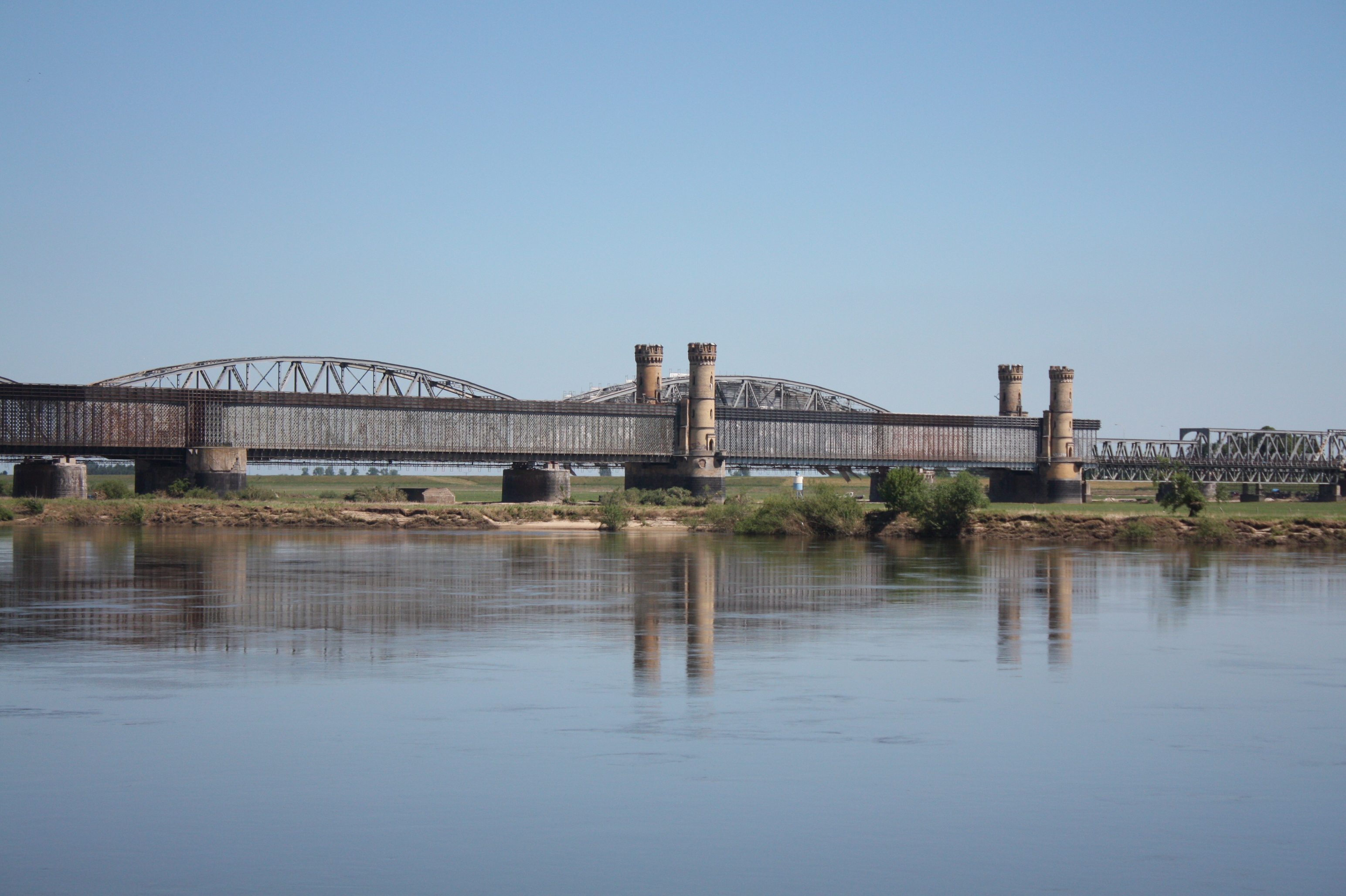
Most kolejowy i Most Tczewski

Rosnące znaczenie gospodarczej funkcji Wisły i kilku ośrodków osadniczych występujących w XII-XIII w. na terenie Tczewa zadecydowało o budowie zamku i przeniesieniu stolicy księstwa przez Sambora II z Lubiszewa do Tczewa na przełomie 1252/1253 roku. Powstanie Rady Miejskiej w Tczewie, ukonstytuowanej już w 1258 za przyzwoleniem wspomnianego księcia Sambora II, wyprzedza lokację miasta. Jest to jedyny tego typu przypadek na terenie dzisiejszej Polski. Tczewska Rada Miejska utworzona została wcześniej niż uważane za najstarsze w naszym państwie Rady we Wrocławiu (1261), w Krakowie (1264) czy w Poznaniu (1280), które w tych miastach powstały jednak kilka lub kilkanaście lat po nadaniu praw miejskich. W świetle faktów historycznych samorząd miasta Tczewa jest starszym, więc i pierwszym w dziejach na obecnym obszarze Polski.
W 1260 r. Tczew otrzymał z nadania Sambora II prawa miejskie (lokacja na prawie lubeckim). W mieście rozwijało się rzemiosło i handel. Zamożność powiększała komora celna na Wiśle. Istniał port, do którego przypływały statki zachodnich kupców, a własna mennica biła wymienialne srebrne denary. Ostatni władca Pomorza Gdańskiego Mestwin II w 1289 sprowadził do Tczewa dominikanów, którzy zbudowali w mieście swój kościół i zespół klasztorny.
W 1308 r. Tczew podstępnie zdobył zakon krzyżacki. Miasto zostało spalone, a mieszczanie wygnani. W ręce zakonu dostał się przywilej lokacyjny, pieczęć miejska i księga prawa lubeckiego. Organizacja miejska przestała istnieć na ponad pół wieku. Dopiero bowiem w latach 1364–1383 Krzyżacy nadali miastu cztery przywileje regulujące zakres praw i obowiązków mieszczan w stosunku do zakonu (lokacja miasta na prawie chełmińskim). Po 1308 Krzyżacy wznieśli tutaj też zamek będący siedzibą krzyżackich administratorów wójtostwa tczewskiego. Na XIV wiek datowane jest również powstanie fortyfikacji miejskich, rozpoznanych metodą archeologiczną na odcinku biegnącym wzdłuż obecnej ulicy Zamkowej. Wjazd do miasta w tym czasie umożliwiały Bramy Gdańska, Młyńska i Wodna.
W 1410 r., po bitwie grunwaldzkiej, miasto na krótko znalazło się w rękach polskich. I pokój toruński pozostawił jednak Tczew i całe Pomorze w granicach państwa zakonnego. W 1440 Tczew przystąpił do Związku Pruskiego. W czasie wojny trzynastoletniej (1454-1466) miasto kilkakrotnie zmieniało załogę, by ostatecznie na mocy II pokoju toruńskiego w 1466 zostać przyłączone do Polski. Od 1468 Tczew był siedzibą starostwa niegrodowego oraz powiatu. Miasto odzyskało swój nadwiślański charakter, stało się ośrodkiem kupieckim i rzemieślniczym oraz istotnym ogniwem polskiego handlu zbożem. W czasach polskich odbywały się w Tczewie wielokrotne zjazdy stanów pruskich.
W 1577 r. miał miejsce, spowodowany nieostrożnością żołnierzy Stefana Batorego, wielki pożar, który prawie doszczętnie zniszczył miasto. Przetrwały tylko budowle sakralne. Odbudowane ze zgliszczy miasto odwiedził w 1623 król Zygmunt III Waza.
W czasie wojen ze Szwecją w XVII w. i w okresie wojny północnej (1700-1721) miasto ucierpiało od przeciągających tędy obcych wojsk. Niespokojne były też dla Pomorza, w tym również dla Tczewa, czasy saskie poprzedzające rozbiory i rządy pruskie. W 1733 miasto najechały wojska rosyjskie, które dokonały zniszczeń zabudowy i rabunku mienia.

### Po I rozbiorze
W 1772 r., z chwilą I rozbioru Rzeczypospolitej, Tczew znalazł się pod panowaniem pruskim. Ośrodkiem polskiej kultury w mieście pozostawali dominikanie (do kasaty zakonu w 1818).
Ożywienie nadziei Polaków na zrzucenie władzy pruskiej nastąpiło w 1794 podczas insurekcji kościuszkowskiej, a następnie w latach 1806–1807 podczas wkraczania wojsk napoleońskich i polskich legionów do Wielkopolski i na Pomorze Gdańskie. Pod Tczewem wojska te stanęły 17 stycznia 1807. Miasto zostało zdobyte przez żołnierzy Henryka Dąbrowskiego 23 lutego 1807, podczas generalnego szturmu na Tczew, do którego włączyła się także ludność polska. W legionistach tczewianie widzieli swojego opiekuna i reprezentanta legalnej władzy polskiej. Na rozkaz Napoleona miasto zostało oszańcowane i umocnione. Wokół miasta powstało wtedy 12 szańców. W latach 1807–1812 w Tczewie kilkakrotnie przebywał cesarz Napoleon. Po upadku powstania listopadowego w Tczewie przebywali internowani przez władze pruskie powstańcy, z których część osiedliła się w mieście na stałe.

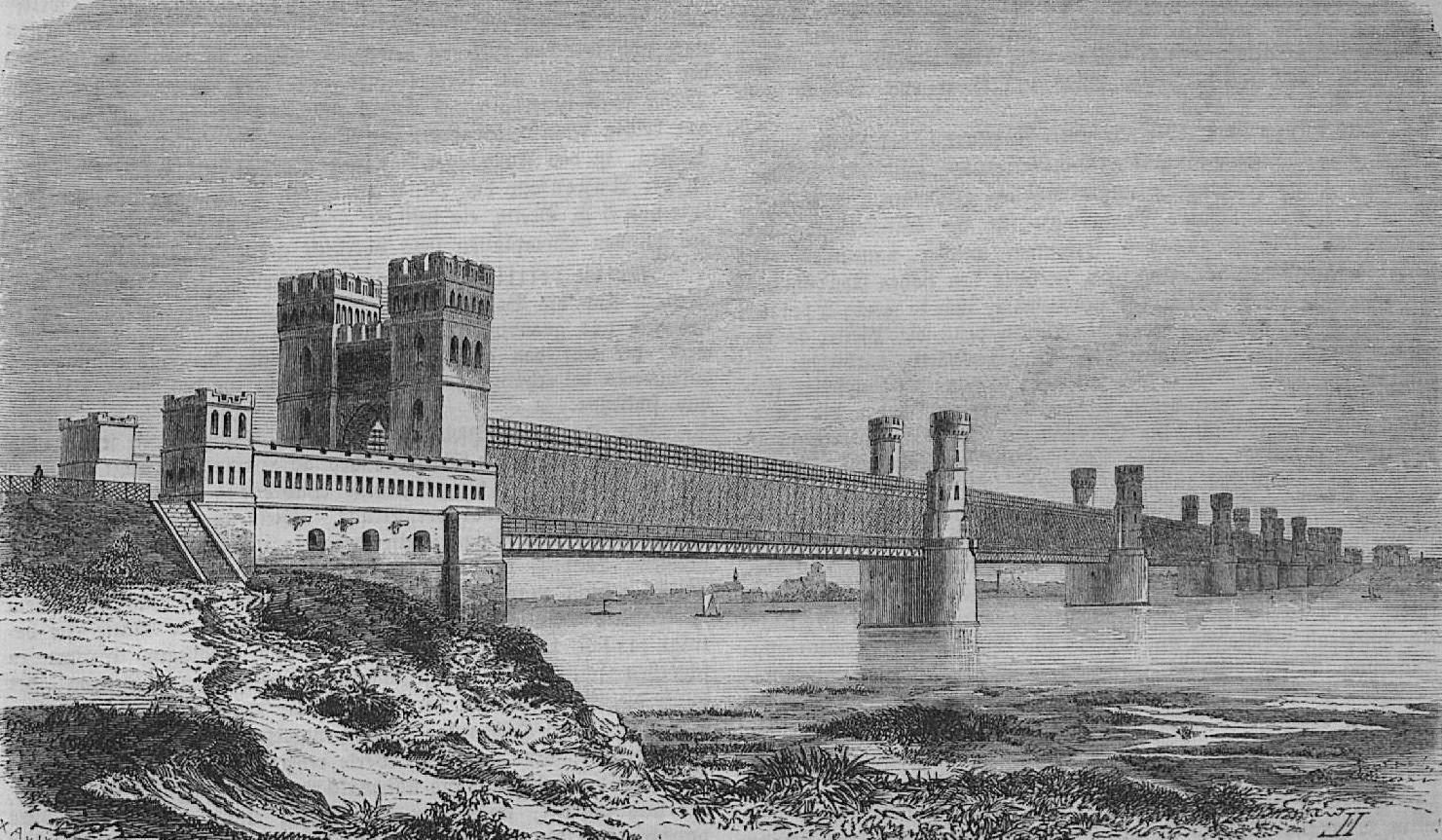
Pierwszy most na Wiśle w Tczewie z wieżyczkami proj. F.A. Stüler, 1851-1857 (drogowo-kolejowy), 1858 r.

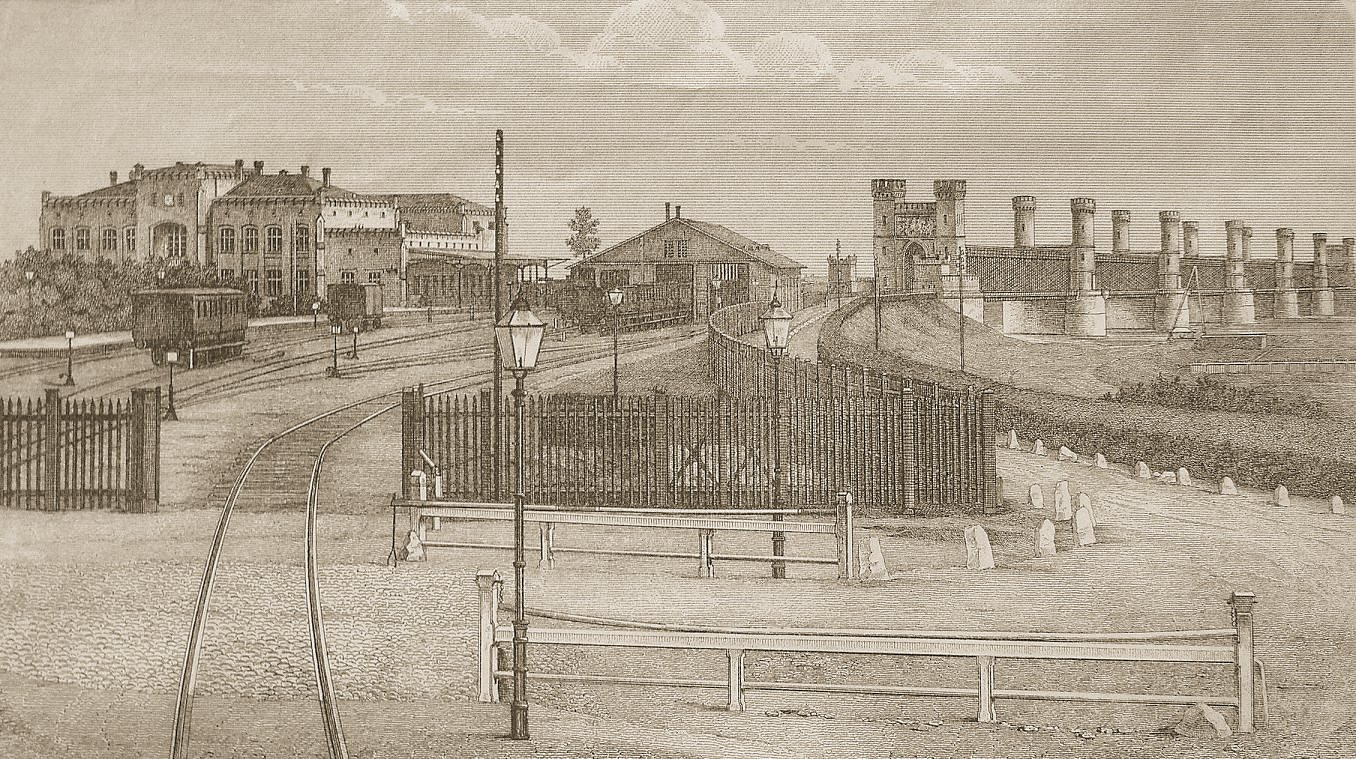
Tczewski dworzec (obecnie nie istnieje) w tle mostu (ok. 1860)

W I poł. XIX w. Prusacy rozebrali część murów obronnych z basztami i bramami wjazdowymi, połowę fortyfikacji z czasów szwedzkich i napoleońskich, a także zniszczony już zamek tczewski. Od połowy XIX w. Tczew zaczął się rozwijać jako ośrodek przemysłowy oraz węzeł kolejowy i drogowy. W latach 1851–1857 zbudowano pierwszy most na Wiśle. Jego filary ozdobiono neogotyckimi wieżami. Na przyczółkach wybudowano bogato zdobione bramy wjazdowe. W tym czasie był to najdłuższy most w Europie Północnej (ok. 800 m). Wkrótce przestał on wystarczać i w latach 1888–1890 wybudowano tuż obok w odległości 30 m drugi most. Przejął on funkcję mostu kolejowego, gdyż ten pierwszy służyć miał odtąd potrzebom ruchu pieszego i kołowego.

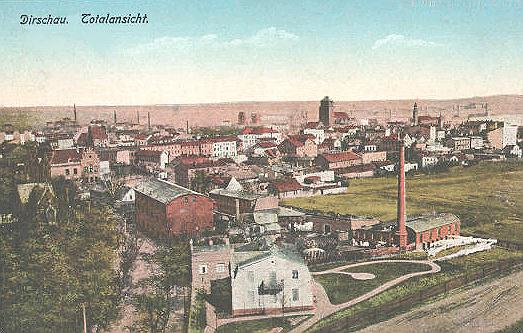
Widok na Tczew, 1900 r.

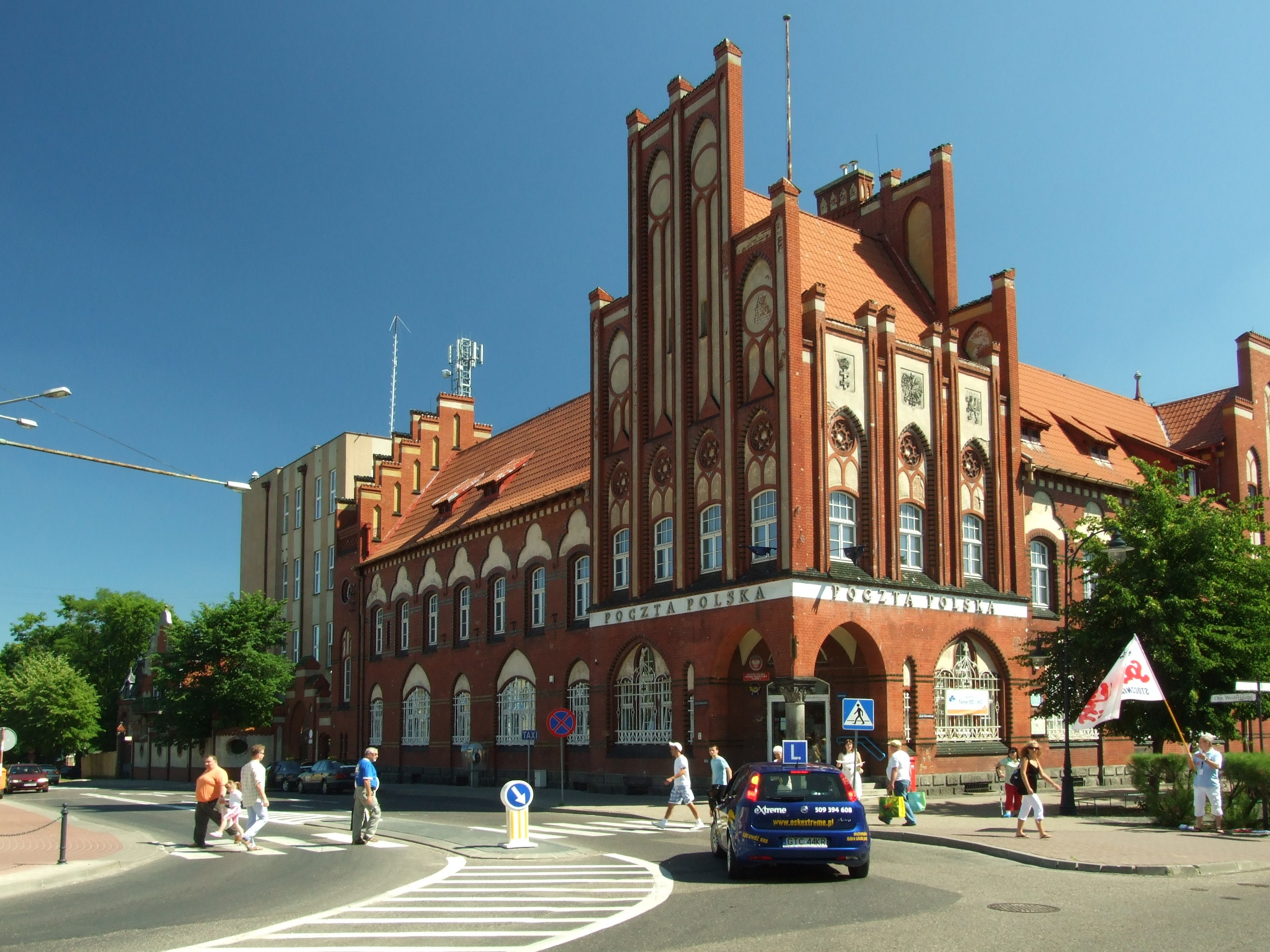
Budynek poczty z 1905 r.

W II poł. XIX w. i na początku XX w. w Tczewie powstały: młyn parowy, fabryka maszyn Muscata, fabryka i warsztat naprawy maszyn Kriesela, fabryka wyrobów metalowych Kelcha, królewski zakład budowy maszyn, odlewnia żelaza, wytwórnie wyrobów cementowych Hoffmana, dwie cukrownie, fabryka wafli, browar, gazownia, wodociągi, zakłady kanalizacji, wodociągi miejskie. Rozwinął się też handel zbożem oraz żegluga na Wiśle.
Aktywni byli Polacy. W okresie poprzedzającym odzyskanie niepodległości powstały: Ochotnicza Straż Pożarna (1897), Zjednoczenie Zawodowe Polskie (1905), Bank Ludowy (1906), Towarzystwo śpiewacze św. Cecylii (reaktywowane w 1918). Oparciem polskości w Tczewie był Kościół katolicki.
Ludność Tczewa była w tym okresie w zdecydowanej większości niemieckojęzyczna. W roku 1910 z ogólnej liczby 16.894 mieszkańców językiem niemieckim jako ojczystym (w tym 195 Żydów) porozumiewało się 15.492 mieszkańców (92%), polskim 1.397 osób (8%.) W strukturze wyznaniowej katolicy stanowili ok. 57% mieszkańców miasta, ewangelicy ok. 43%.

### Okres międzywojenny

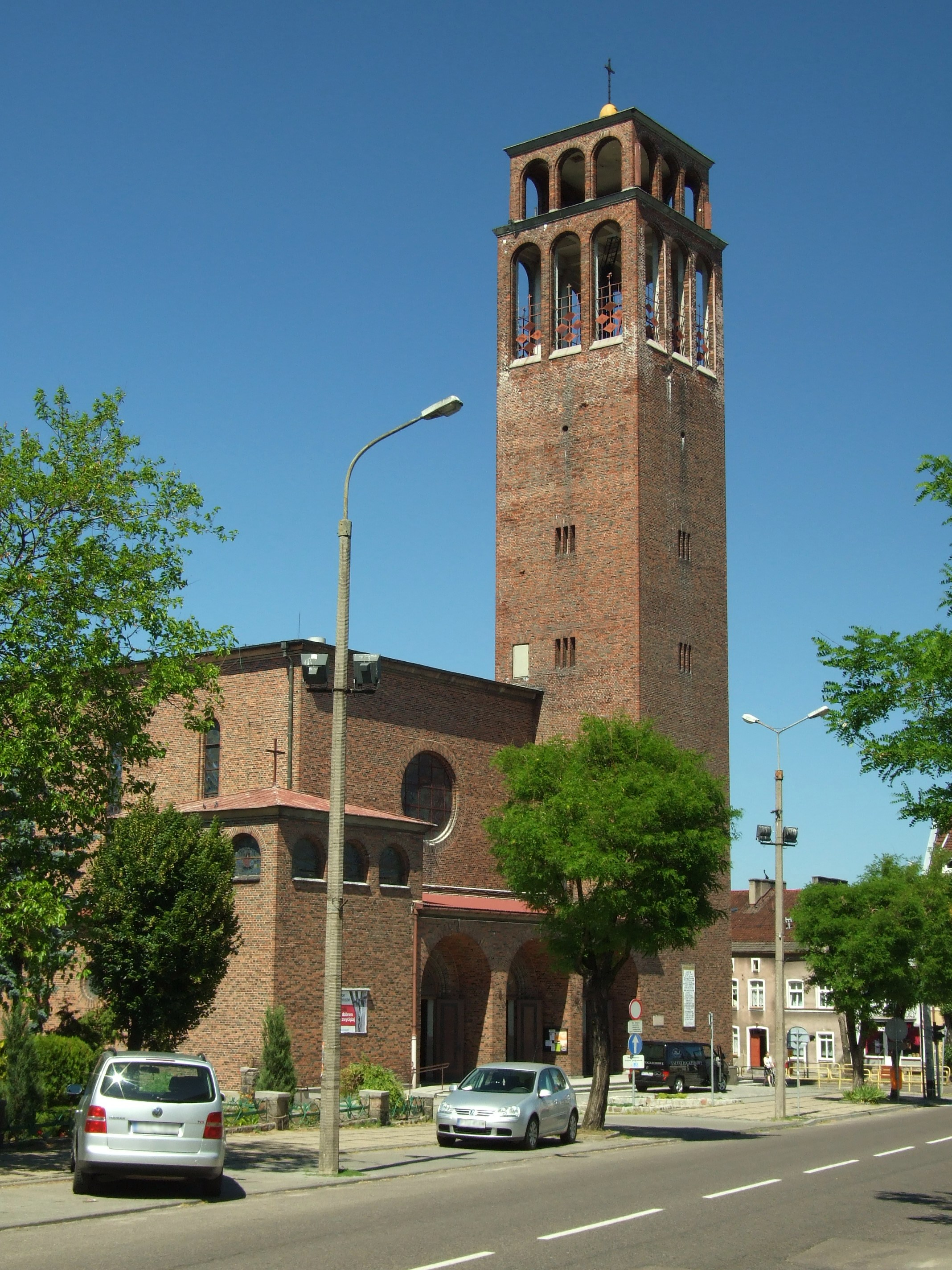
Kościół św. Józefa – przykład tczewskiej architektury okresu międzywojennego

W 1918 r. została utworzona Rada Ludowa, przejmując nieoficjalnie władzę z rąk niemieckich. Rada przygotowała też mieszkańców Tczewa do uroczystego, oficjalnego przekazania miasta oddziałom „Błękitnej Armii” generała Józefa Hallera. W 1919 r. ukazała się polska gazeta „Dziennik Tczewski”. Dzień powrotu do Polski był bliski. Z wielką serdecznością ludność polska witała 30 stycznia 1920 żołnierzy „Błękitnej Armii” w Tczewie. Przed gmachem starostwa powitano żołnierzy chlebem i solą. Okolicznościowe przemówienie wygłosił pierwszy po wyzwoleniu starosta polski Maksymilian Arczyński. Po kilku dniach, 4 lutego, Tczew odwiedził sam wódz „Błękitnej Armii” gen. Józef Haller.
Odzyskanie przez Polskę niepodległości i powrót Tczewa do państwa polskiego rozpoczynają najnowszą kartę dziejów miasta. Już w 1920 otwarto w Tczewie pierwszą w Polsce Państwową Szkołę Morską. Faktycznym jej organizatorem był pierwszy dyrektor tej placówki komandor Antoni Garnuszewski. W okresie dziesięciolecia istnienia tczewska „szkoła wilków morskich” wydała 140 absolwentom dyplomy oficerów nawigatorów i oficerów mechaników.
Od 1920 r. trwały też prace nad włączeniem Tczewa do przedsięwzięć gospodarczych związanych z problematyką morską. W 1926 na podstawie decyzji Ministra Przemysłu i Handlu, Wojewody Pomorskiego oraz memoriału Magistratu Miasta Tczewa, przy wydatnej inicjatywie Izby Przemysłowo-Handlowej w Grudziądzu powstał w Tczewie port rzeczno-morski. W oficjalnym otwarciu portu uczestniczył minister Eugeniusz Kwiatkowski. W pracach budowlanych brał udział m.in. inż. Henryk Kliem. Szczególnie korzystne dla portu tczewskiego były lata 1926–1928 – okres szczytowej koniunktury na polski węgiel, spowodowanej długotrwałym strajkiem angielskich górników. Od 1926 roku działało Towarzystwo Żeglugowe „Wisła-Bałtyk” powołane do życia przez konsorcjum kopalń Zagłębia Dąbrowskiego, dysponujące sześcioma holownikami i czternastoma własnymi lichtugami morskimi. Po 1928 roku Towarzystwo zaprzestało działalności i port w Tczewie stracił na znaczeniu i znikły nadzieje na rozwój funkcji portowych miasta na rzecz powstającego portu w Gdyni. Choć skończyły się przeładunki na wielką skalę, żegluga na Wiśle nie ustała. Dziesiątki barek i holowników przepływało przez Tczew codziennie. Odbywał się też regularny ruch pasażerski w górę i w dół Wisły za sprawą spółki „Vistula”. W 1920 zgłoszono w sejmie postulat ustanowienia Tczewa stolicą województwa pomorskiego. Nie został on jednak przyjęty, choć argumenty przedstawione przez posła Jana Dąbskiego z PSL-Piast były dobrze uzasadnione.
W okresie międzywojennym znaczny był dorobek miasta w dziedzinie przemysłu. Istniało wiele fabryk, rozwijało się rzemiosło i handel oraz budownictwo mieszkaniowe. Wybudowano kościół pw. św. Józefa i stadion sportowy. Zmodernizowano wodociągi i rzeźnię miejską. Ukazywało się kilka gazet i czasopism polskich. Liczba mieszkańców wzrosła z ok. 16 tys. w 1921 do 28 tys. w 1938.
Od 1930 r. stacjonował w Tczewie 2 batalion strzelców, który na wypadek wojny miał jak najdłużej przeciwstawić się Niemcom oraz wysadzić mosty na Wiśle.

### II wojna światowa

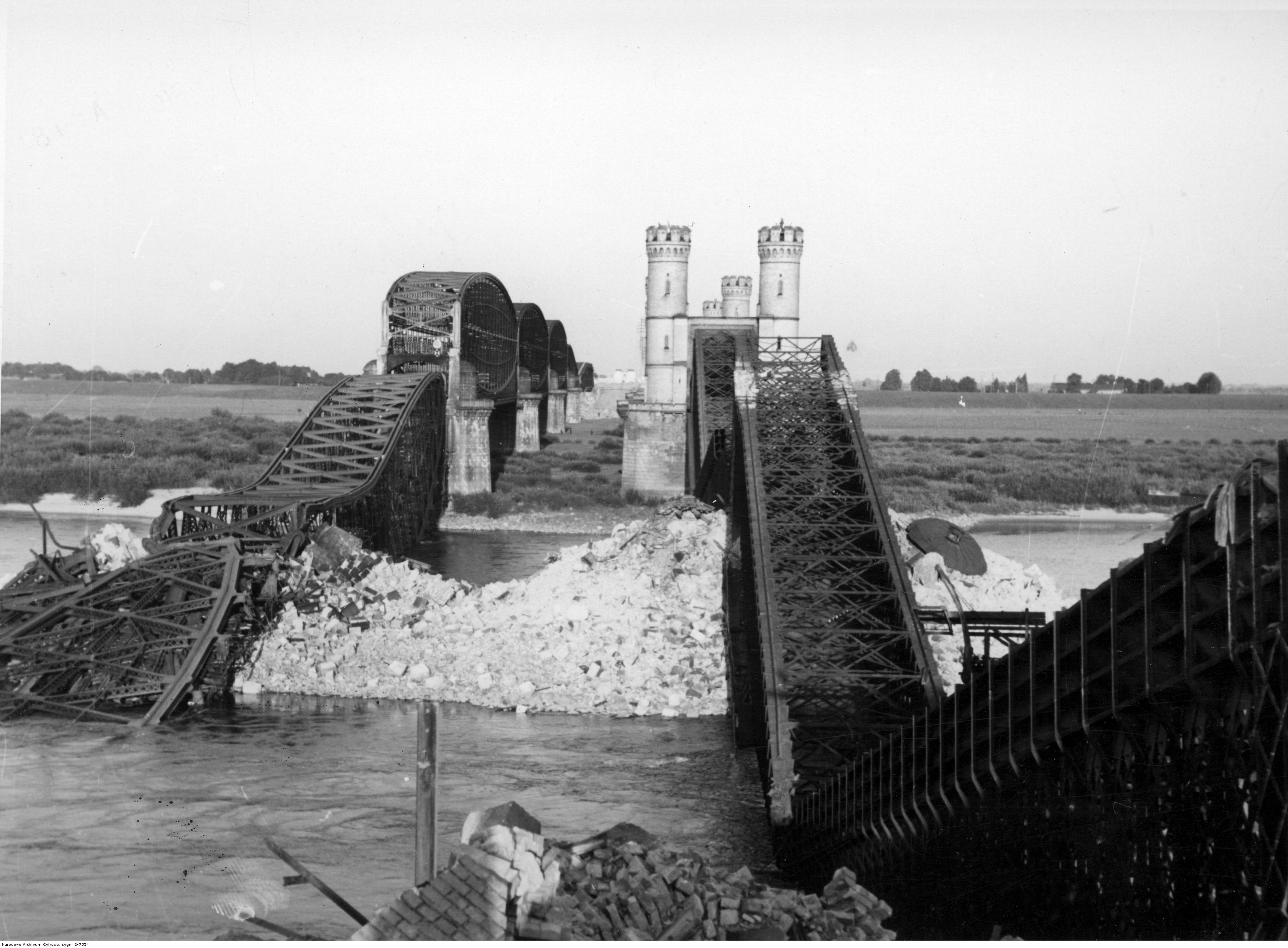
Mosty w Tczewie wysadzone przez polskich saperów 1 września 1939 po próbie opanowania przez Wehrmacht

1 września 1939 o godzinie 4:34 trzy bombowce nurkujące z 3./StG 1, dowodzone przez Staffelkapitäna Oberleutnanta Brunona Dilleya zaatakowały most w Tczewie. Ich atak nie miał jednak zniszczyć mostu, ale przeszkodzić w jego zniszczeniu. Walki w obronie miasta trwały tylko jeden dzień – 1 września 1939. Żołnierze polscy wykonali jednak swoje zadanie. Na rozkaz ppłk. Stanisława Janika – dowódcy 2 batalionu strzelców mosty zostały zniszczone. Uniemożliwiono w ten sposób przegrupowanie Niemcom swoich wojsk z Rzeszy do Prus Wschodnich, w celu przeprowadzenia planowanego w drugim etapie kampanii wrześniowej skrzydłowego uderzenia na linię Bugu. Rankiem, 2 września do Tczewa wkroczyły wojska hitlerowskie. Rozpoczęła się okupacja – czas mordów i represji wielu tczewian. Na terenie miasta utworzono obozy dla jeńców angielskich i francuskich oraz obóz pracy dla Polaków. Działały różne organizacje konspiracyjne ruchu oporu (m.in. Armia Krajowa i Gryf Pomorski). Niemcy wysiedlali Polaków do Generalnego Gubernatorstwa i do Rzeszy na przymusowe roboty.
Okupacja hitlerowska skończyła się 12 marca 1945, kiedy Tczew zdobyły wojska sowieckie z 242 i 372 dywizji 2 Armii Uderzeniowej 2 Frontu Białoruskiego. W bitwie o Tczew poległo ponad 100 żołnierzy sowieckich. Na podstawie dekretu PKWN z 31 sierpnia 1944 zostały utworzone miejsca odosobnienia, więzienia i ośrodki pracy przymusowej dla „hitlerowskich zbrodniarzy oraz zdrajców narodu polskiego”. Obóz pracy nr 177 Ministerstwo Bezpieczeństwa Publicznego utworzyło w Tczewie.
Po II wojnie światowej Tczew należał do najbardziej zniszczonych przez działania frontowe miast Pomorza Gdańskiego. Praktycznie nie ostała się żadna zdolna do produkcji fabryka, Rosjanie zdemontowali i wywieźli wyposażenie niemal wszystkich zakładów przemysłowych. Nastąpił znaczny ubytek ludności do ok. 18–20 tys. Mieszkańcy podjęli najpierw trud odbudowy, a następnie rozbudowy miasta, które dziś liczy 60 253 osoby (maj 2009). Obecnie w mieście istnieje szereg przedsiębiorstw przemysłu elektromaszynowego, maszynowego, stoczniowego, metalowego, spożywczego, budownictwa wodnego i mostowego. Coraz bardziej widoczny jest sektor prywatny. Istnieje wiele firm i spółek.

### Kalendarium historii Tczewa
- 3000–1700 p.n.e. – z tych czasów pochodzą pierwsze znaleziska archeologiczne na terenie Tczewa, głównie z okresu wpływów rzymskich (groby oraz osady).
- 1252 – pierwsza pisana wzmianka o Tczewie (Dersove) w niemieckim dokumencie.
- 1258 – w Tczewie powstała pierwsza na ziemiach polskich Rada Miejska.
- 1260 – nadanie Tczewowi praw miejskich przez księcia Sambora II.
- 1289 – Mestwin II sprowadził do Tczewa dominikanów, którzy zbudowali tu kościół i zespół klasztorny.
- 1308 – w kilka dni po rzezi gdańskiej Tczew, bez walki został zajęty przez Krzyżaków[17].
- 1440 – Tczew przystąpił do Związku Pruskiego.
- 1466 – po pokoju toruńskim Tczew wrócił do Polski.
- 1577 – wielki pożar spowodowany nieostrożnością żołnierzy Stefana Batorego – pożar prawie doszczętnie zniszczył miasto.
- 1623 – miasto odbudowane ze zgliszcz odwiedził król Zygmunt III Waza.
- 1772 – po pierwszym rozbiorze Tczew znalazł się pod panowaniem pruskim.
- 17 stycznia 1807 – pod Tczewem stanęły wojska napoleońskie.
- 23 lutego 1807 – miasto zostało zdobyte przez żołnierzy Jana Henryka Dąbrowskiego.
- 1851-1857 – zbudowano pierwszy tczewski most na Wiśle. Gdy przestał wystarczać, w latach 1888–1890, w odległości ok. 30 metrów wybudowano kolejny most.
- 1918 – została utworzona Rada Ludowa przejmując nieoficjalnie władzę z rąk niemieckich. Rada przygotowała też miasto do uroczystego przekazania miasta oddziałom „Błękitnej Armii” gen. Hallera.
- 30 stycznia 1920 – żołnierze „Błękitnej Armii” wkroczyli do Tczewa. Po kilku dniach – 4 lutego do miasta przyjechał gen. Józef Haller.
- 1920 – otwarcie Szkoły Morskiej w Tczewie.
- 1926 – w Tczewie powstał port rzeczny Towarzystwa Żegluga Wisła-Bałtyk.
- 1930 – od tego roku w Tczewie stacjonował 2 batalion strzelców.
- 1 września 1939 – zaatakowanie mostu kolejowego w ramach akcji ZUG, a następnie wysadzenie obu mostów oraz zbombardowanie dworca[18].
- 24 stycznia 1940 – publiczna egzekucja trzynastu polskich zakładników przeprowadzona na tzw. świńskim rynku przez funkcjonariuszy SS i paramilitarnego Selbstschutzu.
- 2016 – patronką miasta Tczewa została św. Jadwiga Andegaweńska, król Polski.

## Demografia

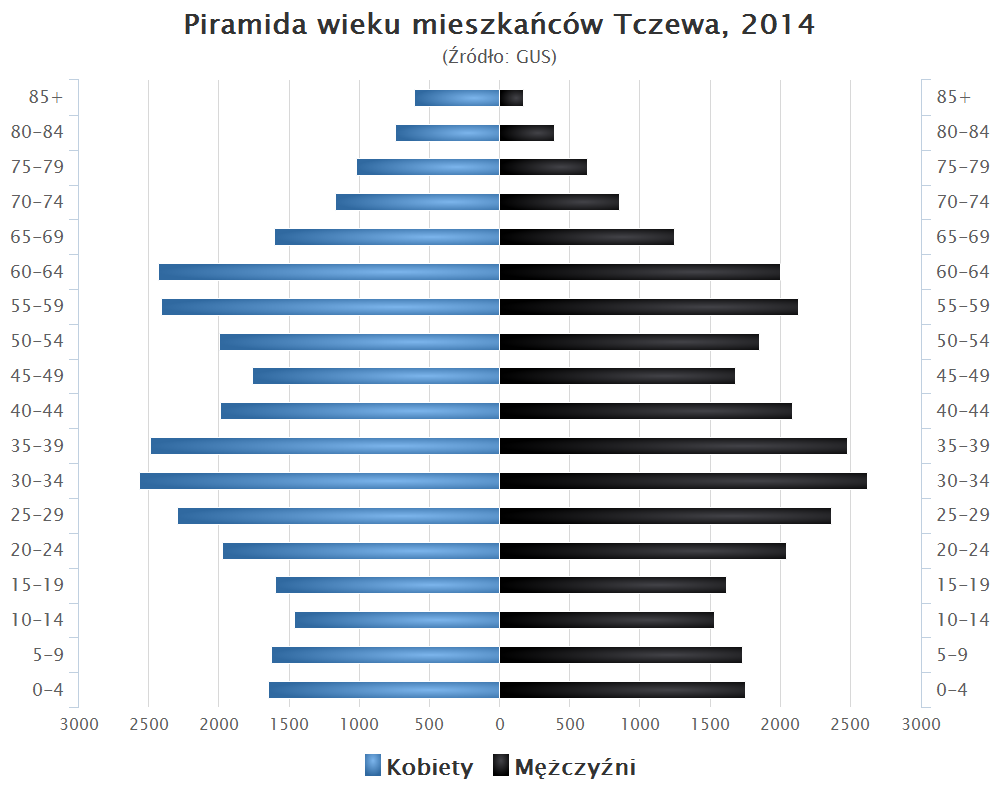
Piramida wieku mieszkańców Tczewa w 2014 roku

| Rok  | Liczba ludności |
| ---- | --------------- |
| 2007 | 60 271          |
| 2008 | 60 119          |
| 2009 | 60 291          |
| 2010 | 60 152          |
| 2011 | 60 889          |
| 2013 | 60 641          |
| 2014 | 60 673          |
| 2015 | 60 052          |
| 2016 | 60 276          |
| 2017 | 60 257          |
| 2018 | 60 279          |
| 2019 | 59 951          |
| 2020 | 59 430          |
| 2021 | 59 105          |

Dane z 30 czerwca 2013 roku:
| Opis                              | Ogółem | Ogółem | Kobiety | Kobiety | Mężczyźni | Mężczyźni |
| --------------------------------- | ------ | ------ | ------- | ------- | --------- | --------- |
| Jednostka                         | osób   | %      | osób    | %       | osób      | %         |
| Populacja                         | 60 641 | 100    | 31 392  | 51,7    | 29 249    | 48,3      |
| Gęstość zaludnienia [mieszk./km²] | 2724,2 | 2724,2 | 1410,2  | 1410,2  | 1313,9    | 1313,9    |

## Podział miasta

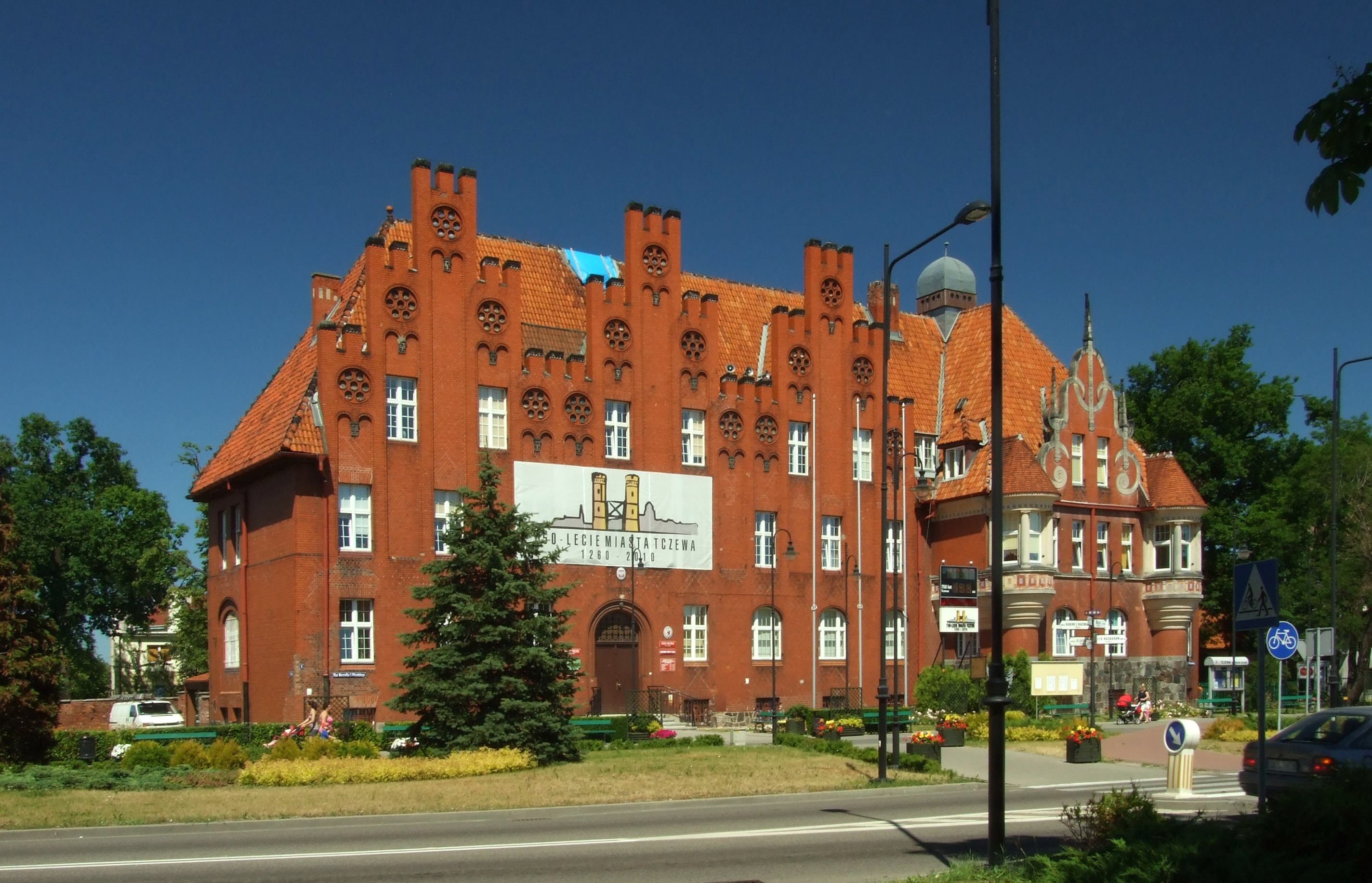
Urząd Miejski z 1908 r. Architekt Curt Hempel

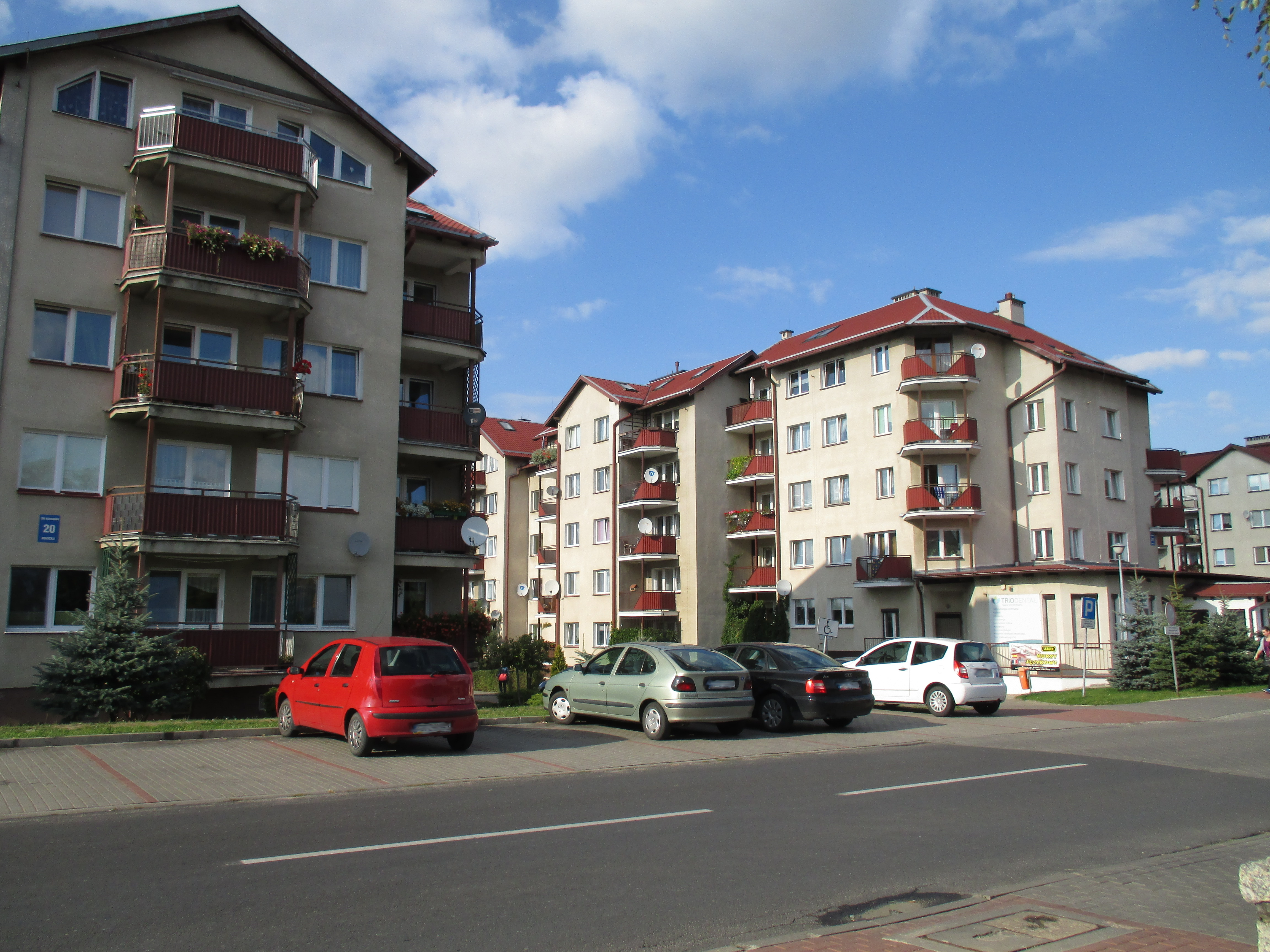
Osiedle Bajkowe, ul. Rokicka

Tczew nie posiada prawnego podziału administracyjnego, ale wyróżnia się następujące osiedla i części miasta:
- Nowe Miasto
- Os. Bajkowe/Piotrowo
- Os. Czyżykowo
- Osiedle Garnuszewskiego
- Górki
- Os. gen. J. Bema (Działki Bema)
- Os. Kolejarz
- Malinowo
- Os. Prątnica
- Os. S. Staszica (Abisynia, Działki Staszica)
- Os. Strzelnica
- Os. Suchostrzygi
- Os. W. Witosa (Górki)
- Os. Za Parkiem
- Os. Zatorze (Kosenviertel, Kozen)
- Stare Miasto

## Architektura

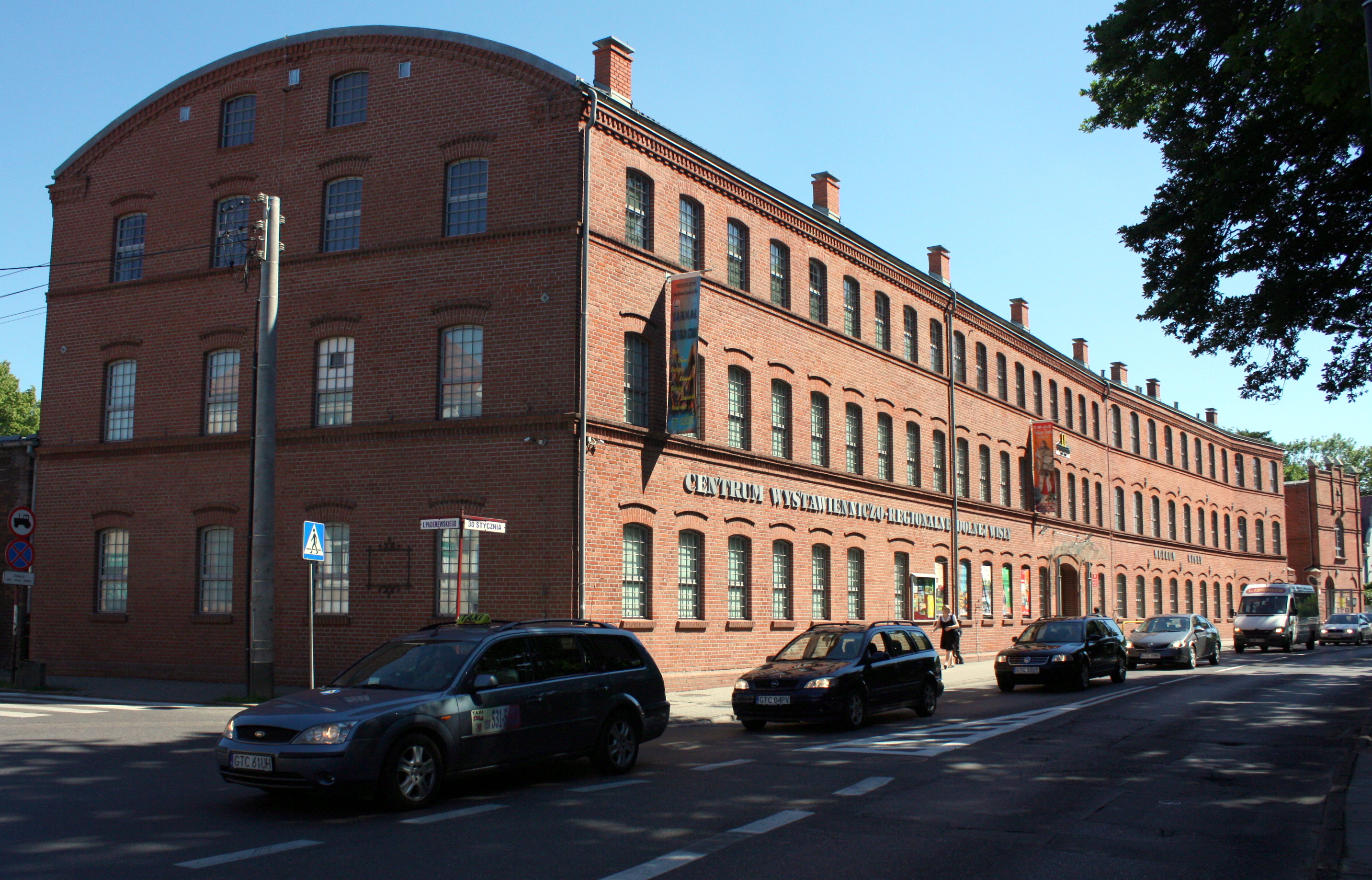
Centrum Wystawienniczo-Regionalne Dolnej Wisły w Tczewie

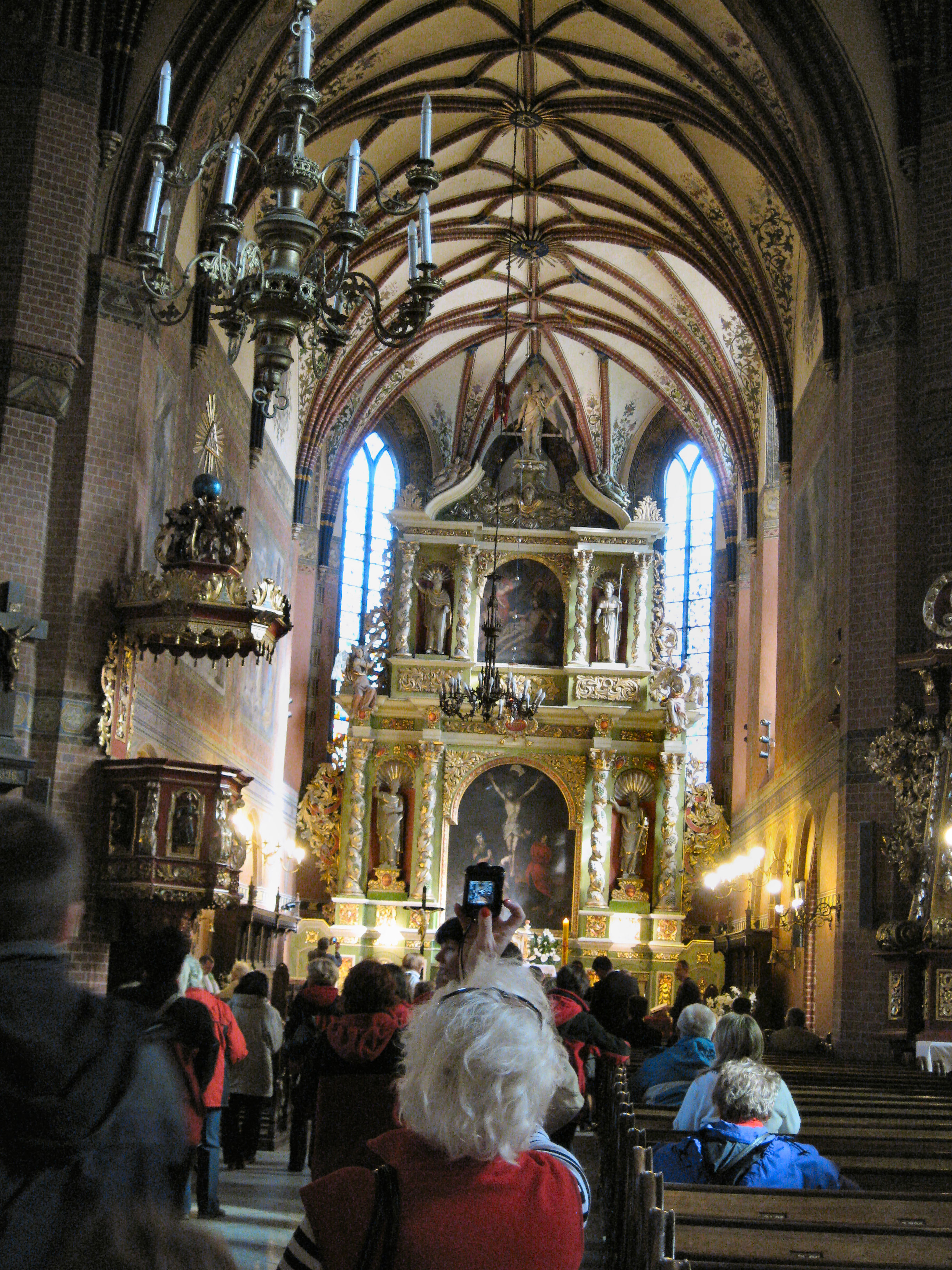
Kościół farny Podwyższenia Krzyża Świętego – nawa główna

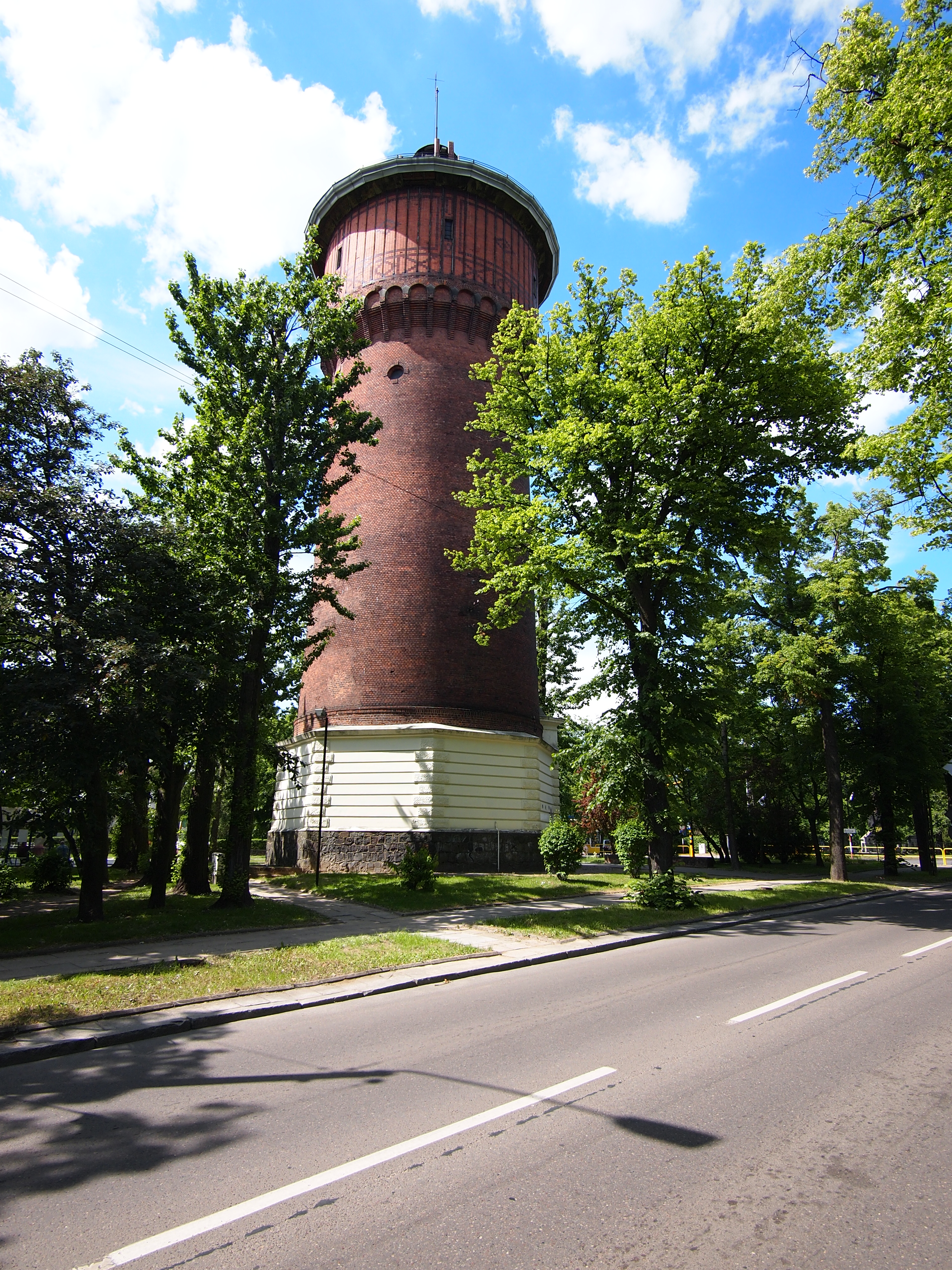
Miejska wieża ciśnień w Tczewie

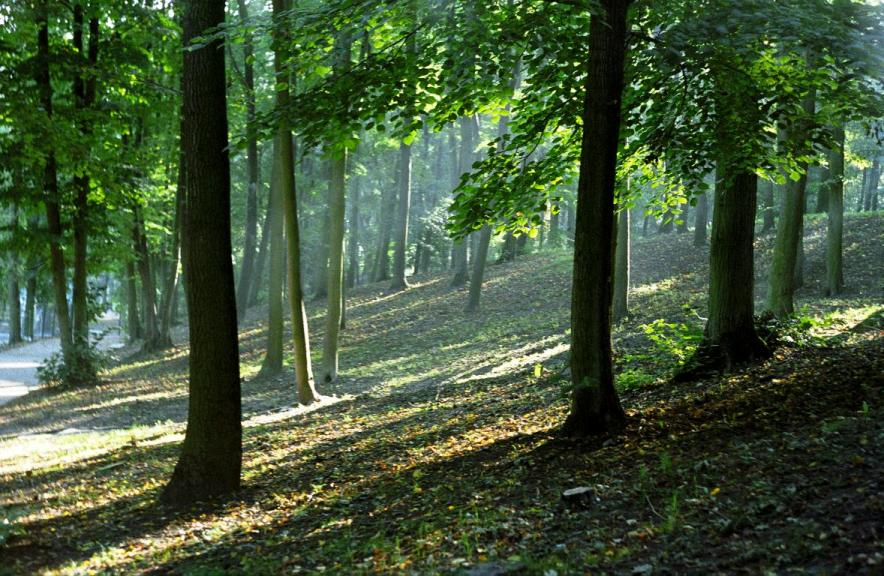
Park miejski w Tczewie

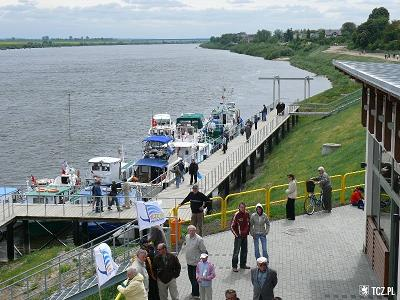
Tczewska przystań

### Zabytki
- farny kościół Podwyższenia Krzyża Świętego – najstarszy zabytek w mieście. Kościół pochodzi z XIII w., zbudowany został w stylu nadwiślańskiego gotyku, a jego wystrój wewnętrzny pochodzi z okresu baroku. Olbrzymia murowana wieża jest najstarszą częścią kościoła, a jej szczyt – dawniej drewniany – został odbudowany po pożarze w 1982. Na ścianach kościoła znaleziono zabytkowe freski, które konserwatorzy starają się odrestaurować; najstarszy z nich pochodzi z II poł. XV w. i przedstawia święte niewiasty – nieczęsto w średniowiecznej sztuce sakralnej przedstawiano wyłącznie postacie kobiet. W wieży znajdują się cztery dzwony: „Odkupiciel człowieka”, „Maryja”, „Jan Paweł II” i „Wacław”.

- podominikański kościół św. Stanisława Kostki – pochodzący z XIV w., jest to kościół o bardzo dobrej akustyce. Wybudowany w stylu gotyckim, posiada charakterystyczną ośmioboczną wieżę. Po kasacie zakonu dominikanów kościół był przebudowany na szkołę, później – do 1945, użytkowany przez ewangelików. Po II wojnie światowej założono tu wartościowe witraże.
- most drogowy na Wiśle oraz most kolejowy – stanowią szczególną atrakcję Tczewa. Jako pierwszy powstał most drogowy (1851-1857) i był wówczas jednym z najdłuższych na świecie (837 m długości), budowa mostu drogowego kosztowała 4 mln talarów. Kamień węgielny pod budowę położył Fryderyk Wilhelm IV. Most początkowo miał 10 wież i dwie bramy wjazdowe z pięknymi portalami – dzisiaj pozostały jedynie cztery wieże. Drugi, kolejowy, powstał w latach 1888–1890, kiedy jeden most przestał wystarczać. Mosty są szczególnie interesujące ze względu na zastosowane rozwiązania techniczno-konstrukcyjne. Amerykańskie Towarzystwo Inżynieryjne uznało most tczewski za międzynarodowy zabytek inżynierii budowlanej (na tej samej liście jest m.in. paryska wieża Eiffla).

- wiatrak typu holenderskiego – zbudowany został w 1806; drewniany, podmurowany, posiada rzadko spotykane pięcioramienne skrzydło[21] i obrotową głowicę; od 1983 znajduje się w rękach prywatnych, udostępniony na harcówkę dla szczepu harcerzy w Tczewie.
- willa Eisenacka

### Pozostałe obiekty
- Muzeum Wisły – oddział Narodowego Muzeum Morskiego w Gdańsku. Tczew ul. 30 Stycznia 4 (budynek Fabryki Sztuk). Mieści się w budynku przedwojennej Fabryki Maszyn Rolniczych „Arkona”, w której w czasie okupacji znajdował się hitlerowski obóz przesiedleńczy dla ludności polskiej z pow. tczewskiego wyrzucanej z własnych domów i gospodarstw.
- Fabryka Sztuk
- Miejska wieża ciśnień – zbudowana w 1905, obrazuje dawne budownictwo urządzeń komunalnych. 40-metrowa wieża siłą naturalnego ciśnienia rozprowadzała do mieszkań wodę, zgromadzoną w ogromnym zbiorniku.
- Ratusz – znajdował się na placu Hallera, w centralnym punkcie Starego Miasta, był siedzibą Rady Miejskiej, sądu i kancelarii miejskiej. Po pożarze w 1916 nie został już odbudowany, obecnie siedzibą władz miejskich jest budynek z początku XX w. Obecnie na placu Hallera znajduje się wykonany z kostki obrys dawnych murów ratusza.
- Budynek Poczty – wzniesiony w 1905 na miejscu dwóch mniejszych budynków z pruskiego muru. Poczta mieści się w tym miejscu od 1850. Na budynku umieszczone są: herb Gdańska, herb Tczewa oraz godło państwowe.
- Gmach dawnego starostwa ob. Urząd Miejski z 1908 roku wybudowany został wg. planów drezdeńsko - gdańskiego architekta Curta Hempla[22].
- Park miejski – znajduje się w centrum miasta zajmując powierzchnię ok. 15 ha. Jego dolna część powstała w drugiej połowie XIX w., górna część pochodzi z początku XX w. Znajduje się tu m.in. amfiteatr z muszlą koncertową, a przy wejściu do parku można zobaczyć pomnik upamiętniający tczewskich harcerzy, którzy zginęli w II wojnie światowej.
- Centrum Kultury i Sztuki, dawna hala miejska – wybudowana według projektu budowniczego miejskiego Ottona Spechta i architekta Wilhelma Meyer’a z Hildesheim (wnętrza) w 1910/1911. Jeden z pierwszych budynków na Pomorzu wybudowany przy wykorzystaniu żelbetu przez renomowaną firmę inżynieryjno - budowlaną Drenckhahn & Sudhop z Brunszwiku[23].
- Budynek pierwszej w Polsce Państwowej Szkoły Morskiej – wybudowany według planów architekta Curta Hempla i budowniczego miejskiego Ottona Spechta w latach 1908-1912, początkowo mieściła się w nim Szkoła Żeńska[24]. Szkoła Morska powstała w 1920 i działała w Tczewie do 1930. Przed przeniesieniem do Gdyni ukończyło ją 140 absolwentów na wydziałach nawigacyjnym i mechanicznym. Obecnie mieści się w nim I Liceum Ogólnokształcące im. Marii Skłodowskiej-Curie.
- Budynek dawnych łazienek – budowy zakończono w 1913, na parterze mieściły się poczekalnia i łazienki lecznicze, na piętrze znajdowały się łazienki pierwszej i drugiej klasy. Następnie budynek pełnił funkcję siedziby starostwa powiatowego. Obecnie budynek jest w rękach prywatnych, a siedziba starostwa powiatowego znajduje się obecnie na ulicy Piaskowej.
- Kościół św. Józefa – zbudowany w latach 1931–1936. Kościół ma 55 metrów długości oraz 30 metrów szerokości. Wysokość wieży od ziemi do dachu wynosi 44 m.
- Przystań wraz z bulwarem – zbudowana w ramach rewitalizacji Starego Miasta kompleks rekreacyjno-wypoczynkowy, z ogródkiem jordanowskim, restauracją, karczmą, ścieżkami widokowo-spacerowymi.
- Centrum Konserwacji Wraków Statków
- Park Kopernika – mieści się niedaleko urzędu miasta. W 2019 roku rozpocznie się jego rewitalizacja.
- Kanał Młyński.
- Most Knybawski – położony w odległości ok. 2 km od południowej granicy Tczewa.

## Gospodarka
Na terenie miasta zlokalizowana jest Pomorska Specjalna Strefa Ekonomiczna z licznymi przedsiębiorstwami. Większe firmy to Flex, Thales oraz Eaton.

## Transport

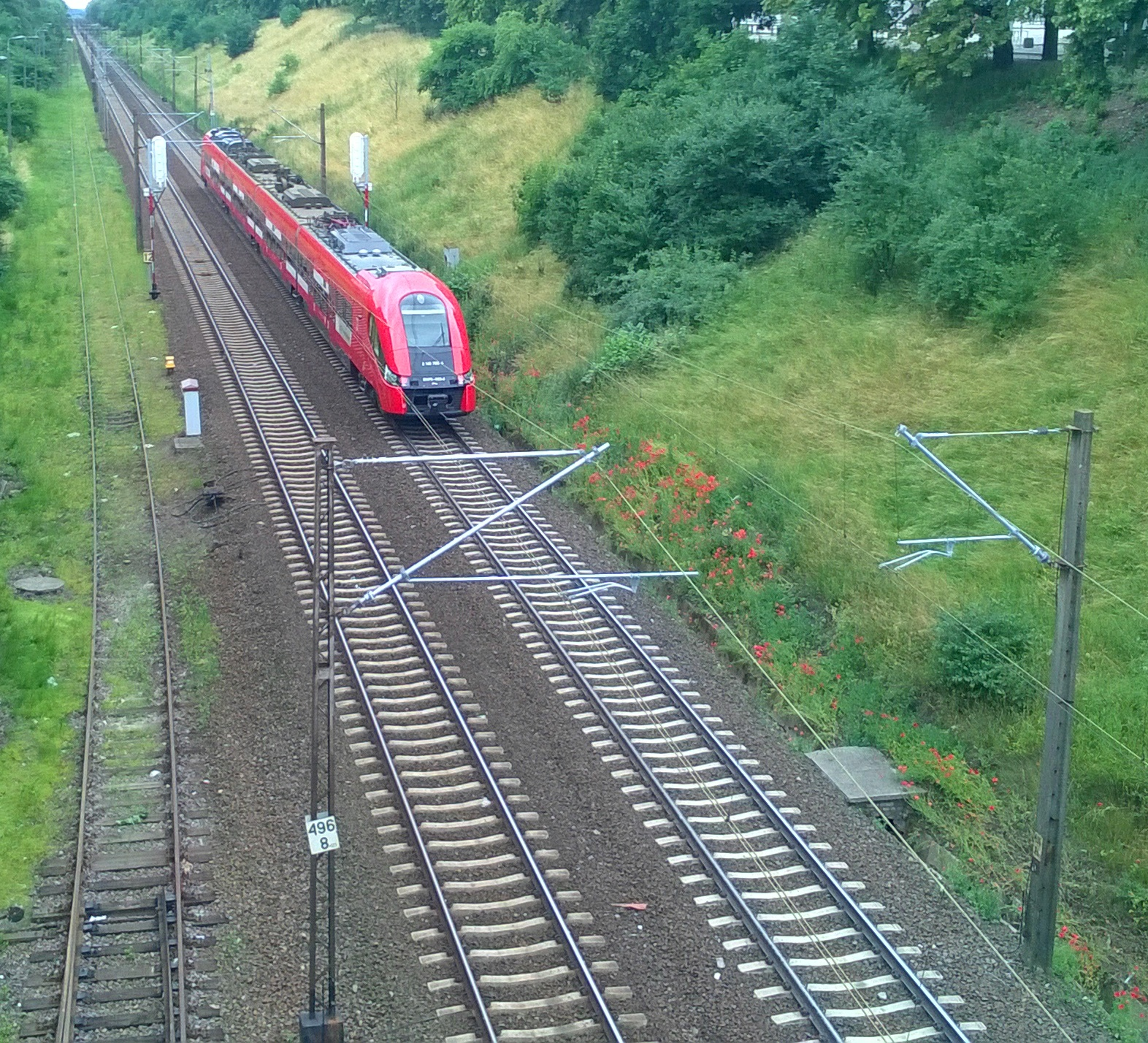
Linia kolejowa nr 131 w Tczewie

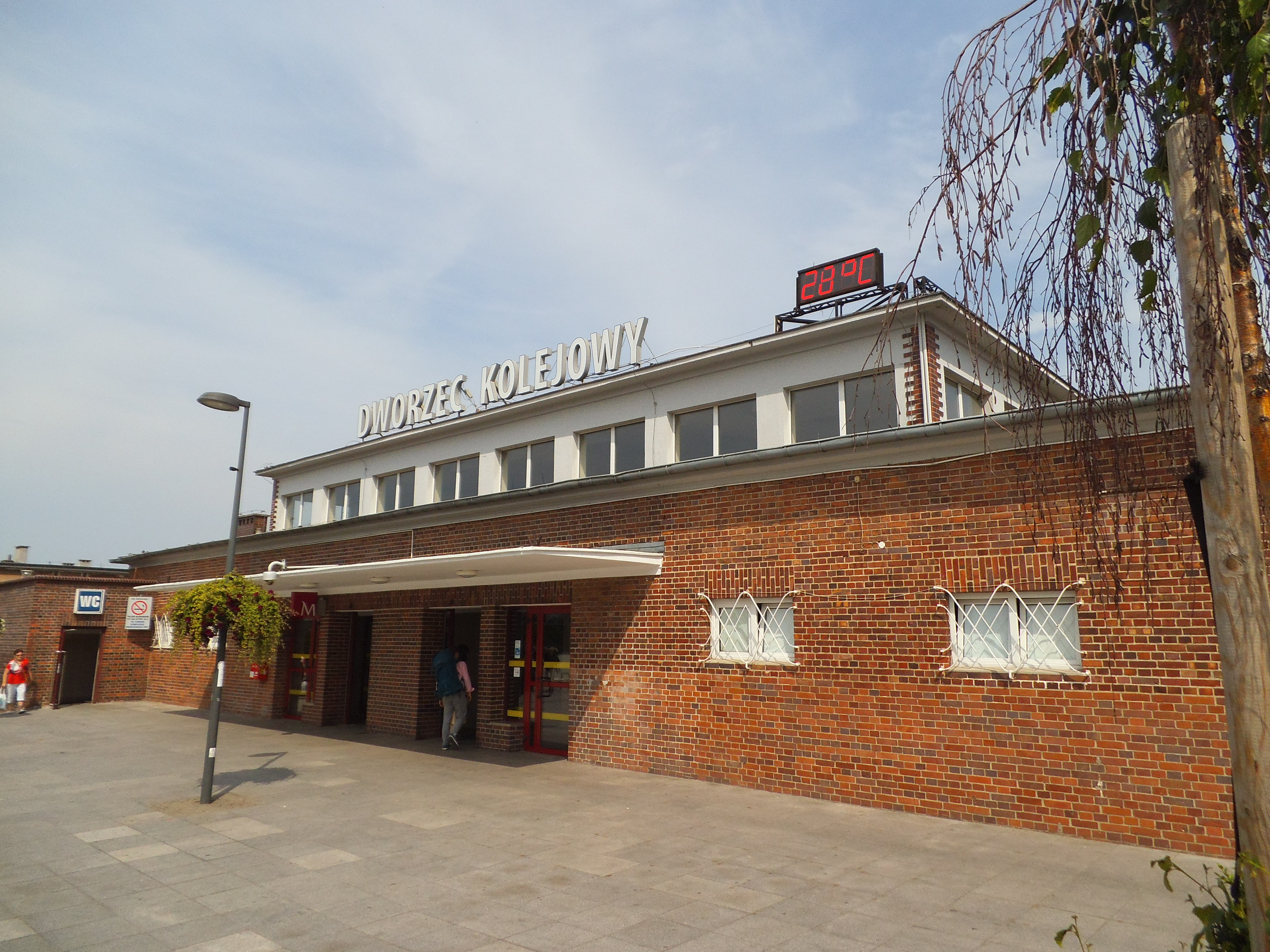
Dworzec kolejowy w Tczewie (przed drugą modernizacją)

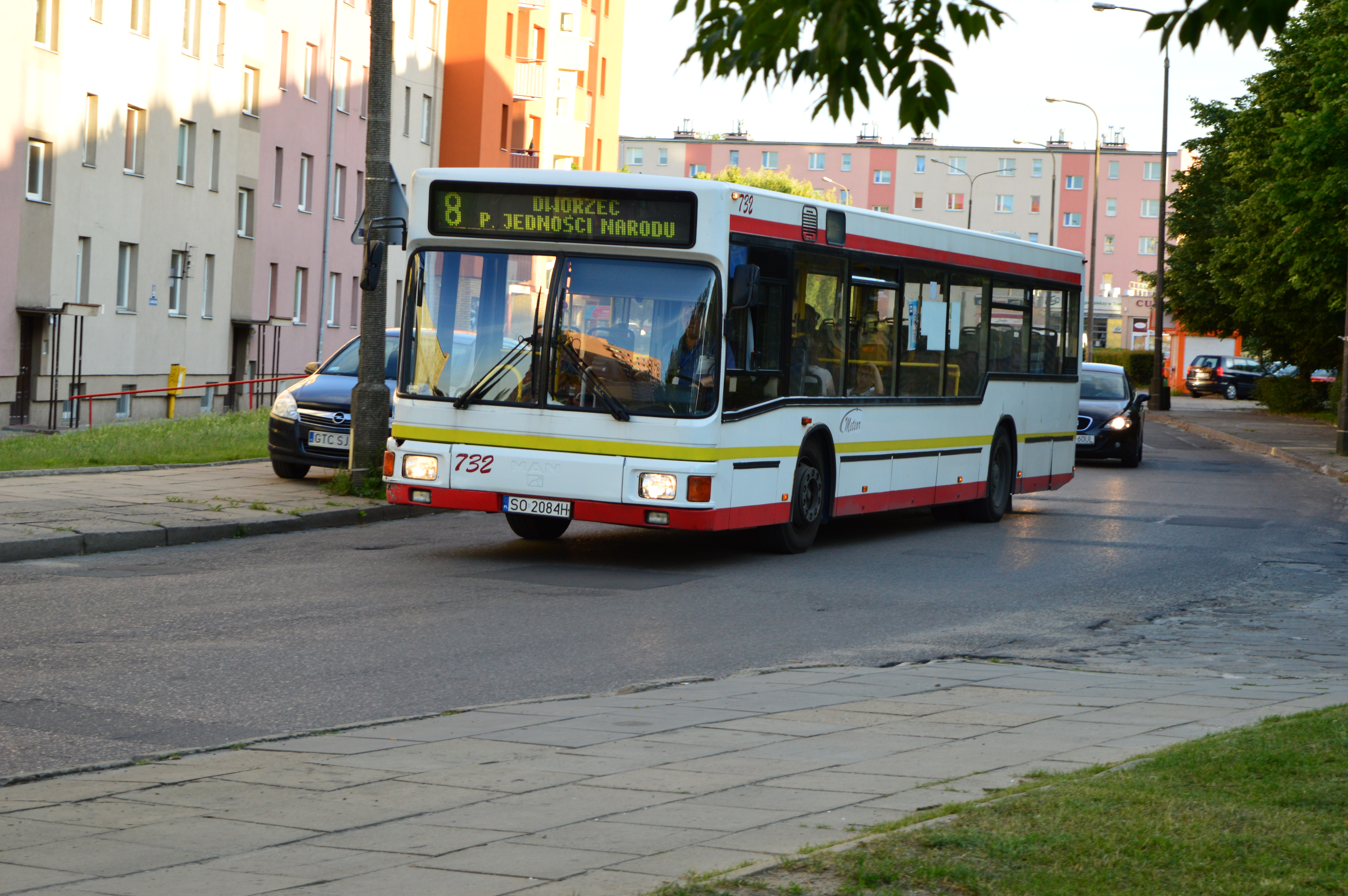
Autobus miejski MAN NL-202 (przed zmianą miejskiego przewoźnika)

### Kolejowy
Tczew jest jednym z największych węzłów kolejowych na Pomorzu. Stacja kolejowa w Tczewie jest ważną stacją w ruchu pasażerskim, jak i towarowo-przeładunkową, skomunikowaną z Trójmiastem, a także największymi miastami w Polsce. W granicach administracyjnych miasta przebiegają ważne szlaki kolejowe:
- linia kolejowa 9
- magistrala węglowa 131
- linia kolejowa 203
- łącznica kolejowa 730 Zajączkowo Tczewskie i posterunek odgałęźny Tczew Suchostrzygi

### Drogowy
W granicach administracyjnych miasta przebiega droga krajowa nr 91 oraz
droga wojewódzka nr 224. W mieście jest rozbudowana sieć ścieżek rowerowych liczącą ponad 30 kilometrów.

### Komunikacja miejska
W mieście komunikacja miejska jest skupiona na 11 liniach autobusowych. Przewoźnikiem miejskim jest firma Gryf z Kartuz. W mieście znajduje się nowoczesny dworzec przesiadkowy oraz 3 pętle autobusowe. Od 1 września 2023 roku komunikacja miejska jest bezpłatna dla wszystkich. Funkcjonują również linie nr 50 i 881 na trasie Tczew – Gdańsk – Tczew, operowane przez ReloBus oraz PKS Gdańsk oraz 9 linii autobusowej komunikacji gminnej organizowanej przez gminę Tczew. W mieście działa metropolitarny system wypożyczania rowerów MEVO oraz przedsiębiorstwa umożliwiające wypożyczenie hulajnóg elektrycznych.

### Szlaki turystyczne
W Tczewie swój początek mają następujące szlaki turystyczne:
- Szlak Kociewski: Tczew (dworzec PKP) – Starogard Gd. – Czarna Woda (84 km)
- Szlak Ziemi Tczewskiej im. Romana Klima: Tczew – Pelplin – Mała Karczma
- Szlak Dolnej Wisły: Tczew – Gniew – Nowe

A także kończy się
- Szlak Motławski Gdańsk (Urząd Marszałkowski) – Tczew

Wspólnym punktem szlaków jest TCZEW stacja kolejowa.

## Oświata

### Szkoły podstawowe
- Szkoła Podstawowa nr 1 im. gen. Jana Henryka Dąbrowskiego
- Sportowa Szkoła Podstawowa nr 2 z Oddziałami Integracyjnymi im. Bohaterów Westerplatte
- Szkoła Podstawowa nr 4 im. Kardynała Stefana Wyszyńskiego
- Szkoła Podstawowa nr 5 im. Adama Mickiewicza
- Szkoła Podstawowa nr 7 im. Stanisława Staszica
- Szkoła Podstawowa nr 8 im. św. Wojciecha
- Szkoła Podstawowa nr 10 z Oddziałami Integracyjnymi im. płk. Stanisława Dąbka
- Szkoła Podstawowa nr 11 im. Mikołaja Kopernika
- Szkoła Podstawowa nr 12 im. B. Malinowskiego
- Niepubliczna Szkoła Podstawowa nr 1 im. św. Ojca Pio
- Niepubliczna Prywatna Szkoła Podstawowa Fontanna Marzeń
- Niepubliczna Szkoła Podstawowa Montessori

- Katolickie Centrum Edukacji

### Szkoły średnie
- I Liceum Ogólnokształcące im. Marii Skłodowskiej – Curie
- Uniwersyteckie Katolickie LO im. św. Jadwigi Królowej
- Zespół Szkół Ekonomicznych im. ks. Janusza St. Pasierba
- II Liceum Ogólnokształcące im. króla Jana III Sobieskiego
- Liceum Ogólnokształcące im. św. o. Pio
- Zespół Szkół Technicznych im. kmdr Antoniego Garnuszewskiego
- Zespół Szkół Budowlanych i Odzieżowych im. Henryka Sienkiewicza
- Zespół Szkół Rzemieślniczych i Kupieckich im. księcia Sambora II
- Centrum Kształcenia Zawodowego „NAUKA”
- Ośrodek Szkolenia i Wychowania OHP

### Szkolnictwo wyższe
- Centrum Edukacji Dorosłych – w strukturze placówki funkcjonuje filia Wyższej Szkoły Morskiej w Gdyni i punkt konsultacyjny Uniwersytetu Gdańskiego – Kolegium Kształcenia Nauczycieli Języków Obcych
- Punkt konsultacyjny Akademii Teologii Katolickiej w Warszawie
- Punkt konsultacyjny Politechniki Gdańskiej
- Wydział zamiejscowy Gdańska Szkoła Wyższa

W Tczewie funkcjonują ponadto liczne przedszkola (publiczne i niepubliczne), Zespół Placówek Specjalnych im. św. Jana Pawła II (przedszkole, szkoła podstawowa i szkoła średnia) oraz Państwowa Szkoła Muzyczna I stopnia im. Janiny Garści. 

## Wspólnoty wyznaniowe

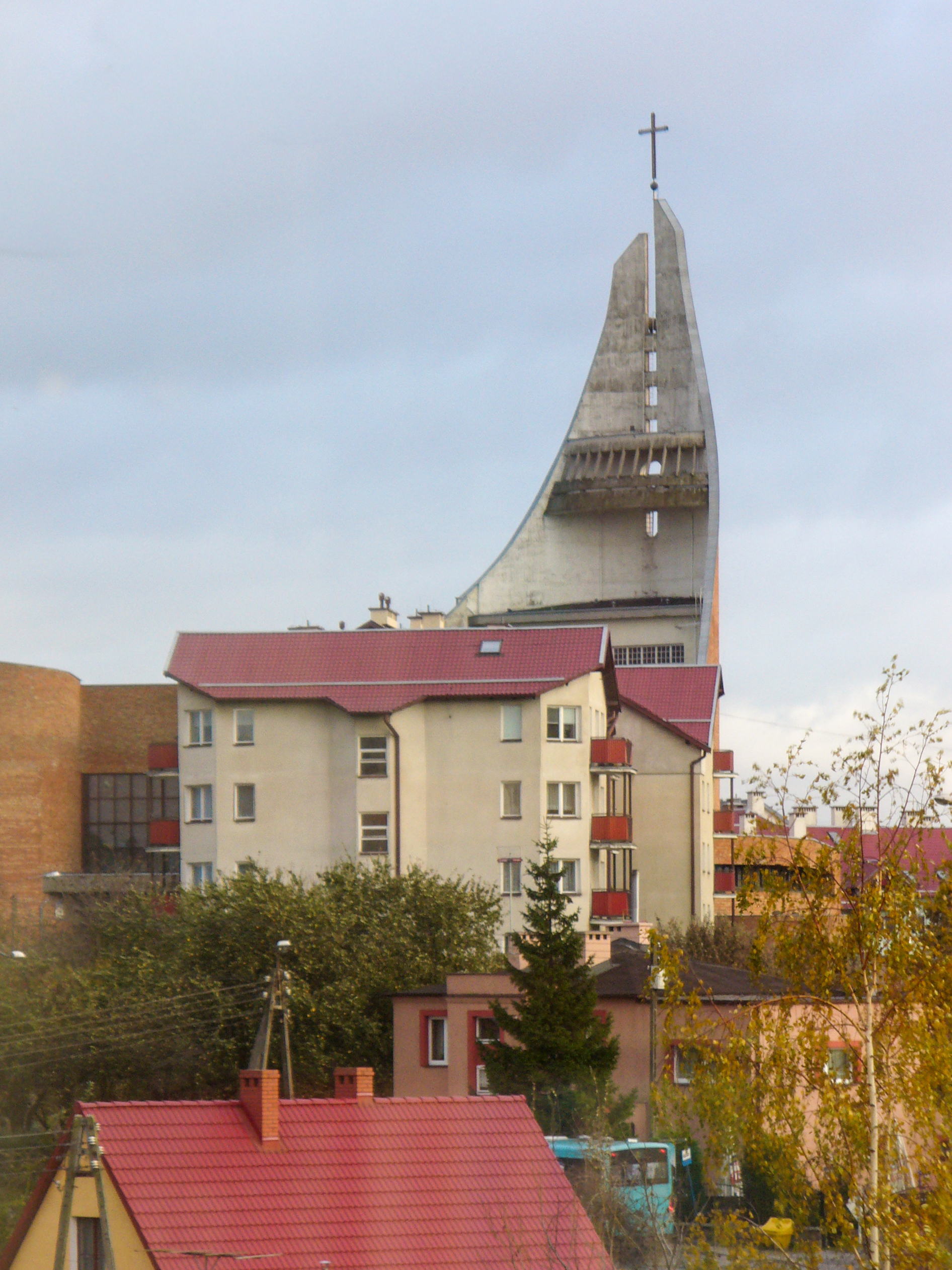
Kościół parafialny NMP Matki Kościoła

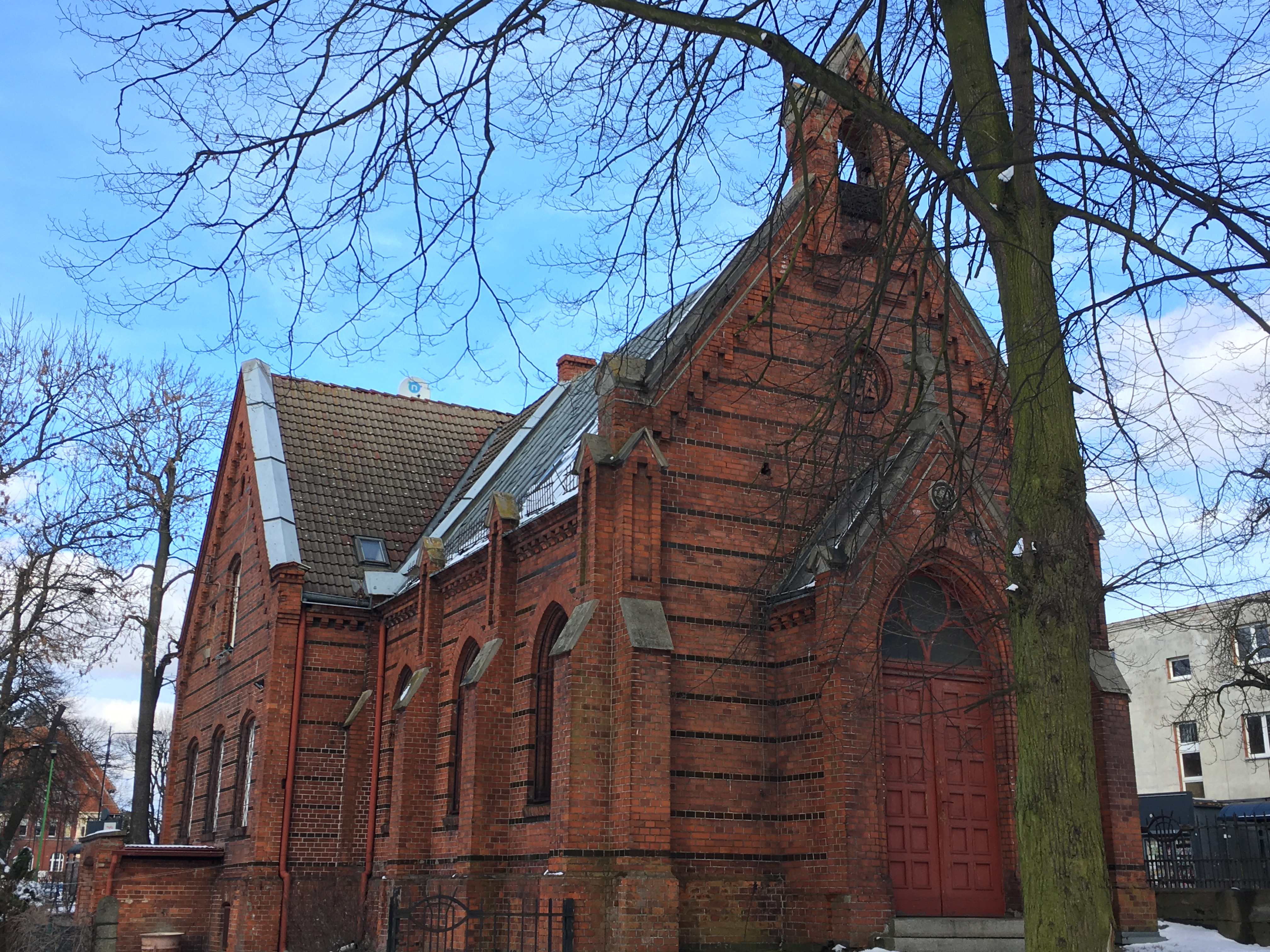
Kaplica ks. M. Lutra (ewangelicko-augsburska)

Na terenie miasta działalność religijną prowadzą następujące Kościoły i związki wyznaniowe:
- Kościół Chrześcijan Baptystów:
  - Wspólnota Kościoła Chrześcijan Baptystów w Tczewie[33]
- Kościół Chrześcijan Dnia Sobotniego:
  - zbór w Tczewie[34]
- Kościół Ewangelicko-Augsburski:
  - zbór w Tczewie (filiał parafii w Sopocie)[35]
- Kościół rzymskokatolicki[36]:
  - parafia pw. Jezusa Chrystusa Króla Wszechświata
  - parafia pw. NMP Matki Kościoła – proboszczem jest dziekan dekanatu tczewskiego.
  - parafia pw. Podwyższenia Krzyża św.
    - kaplica cmentarna pw. MB Bolesnej

  - parafia pw. św. Franciszka z Asyżu
  - parafia pw. św. Józefa
  - parafia pw. św. Maksymiliana Kolbego
  - kościół pw. św. Stanisława Kostki
  - Bractwo Kapłańskie Świętego Piusa X:
    - kaplica św. Teresy od Dzieciątka Jezus[37]
- Kościół Zielonoświątkowy:
  - zbór w Tczewie[38]
- Świadkowie Jehowy:
  - zbór Tczew-Centrum[39]
  - zbór Tczew-Czyżykowo (w tym grupa rosyjskojęzyczna)[39]
  - zbór Tczew-Suchostrzygi (Sala Królestwa Czarlin ul. Dworcowa 10)[39]

## Cmentarze
- Cmentarz Komunalny,
- Cmentarz Katolicki-Nowy
- Cmentarz Katolicki-Stary
- Cmentarz parafii pw. św. Józefa
- Cmentarz Ewangelicki

## Sport

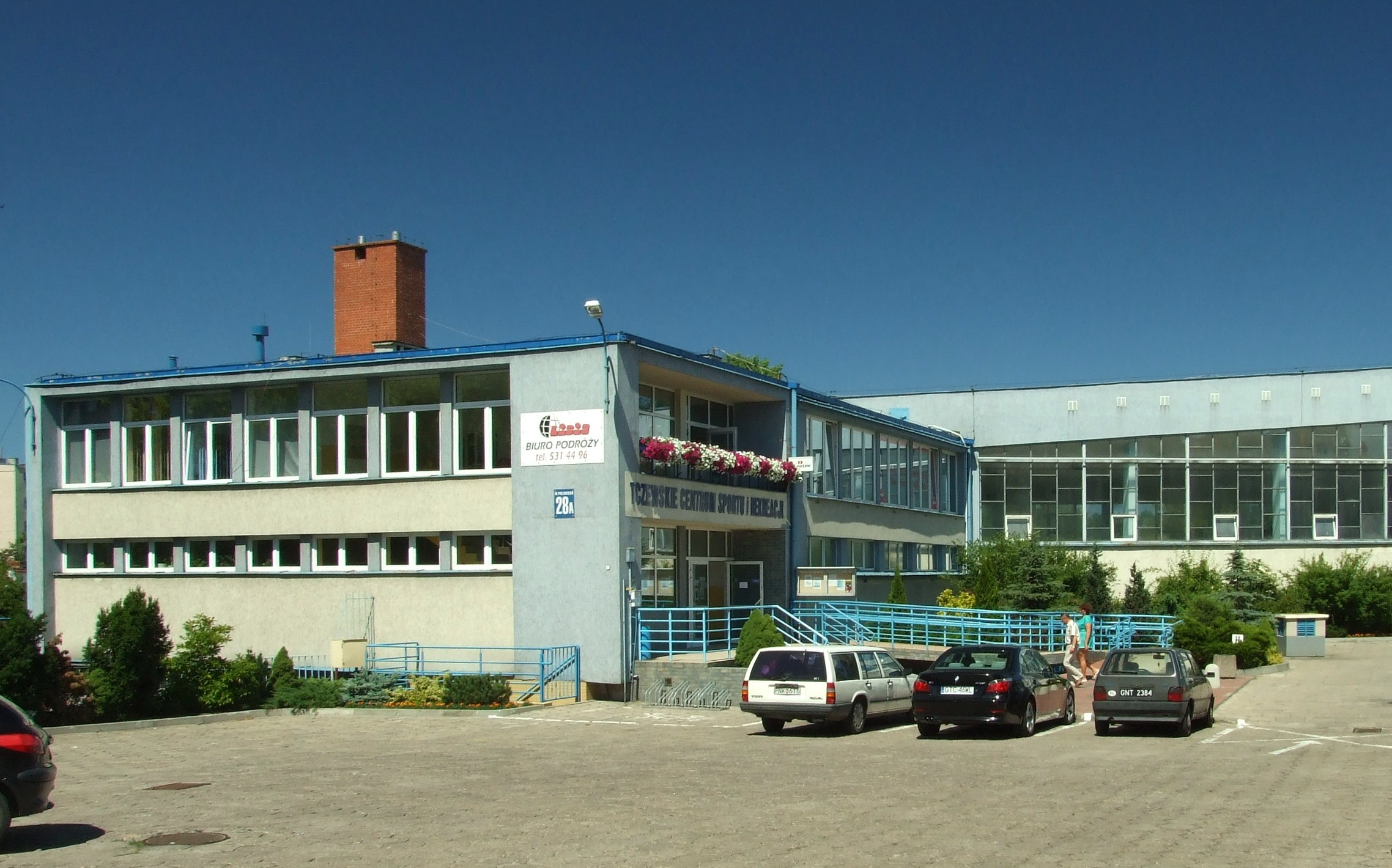
Centrum Sportu i Rekreacji

W Tczewie swą siedzibę ma klub piłkarski Gryf 2009 Tczew, który powstał 24 czerwca 2009 z połączenia dwóch klubów: Wisły Tczew oraz Unii Tczew, Wisła Tczew, która reaktywowała się 22 maja 2015 roku oraz Unia Tczew reaktywowana w 2012 roku. W Tczewie siedzibę ma również kobiecy klub piłkarski Pogoń Tczew, który gra w najwyższych rozgrywkach krajowych - Ekstralidze. Znajduje się tu także Tczewskie Centrum Sportu i Rekreacji (TCSiR) z krytą oraz otwartą pływalnią, siłownią, sauną i kortami tenisowymi. W Centrum Aktywizacji Osób Niepełnosprawnych znajduje się kryty basen oraz kręgielnia. W 2024 roku ruszyła budowa kolejnego basenu miejskiego na Suchostrzygach.

## Honorowi Obywatele Miasta Tczewa
Lista honorowych obywateli:
- Bogdan Borusewicz (1990)
- ks. Stanisław Cieniewicz (1990)
- Lech Wałęsa (1990)
- Łucja Wydrowska-Biedunkiewicz (1990)
- Alfred Schickentanz (1990)
- ks. Janusz Pasierb (1991)
- ks. Piotr Wysga (1996)
- prof.zw.dr hab. Kazimierz Denek (1998)
- Zdzisław Jaśkowiak (2000)
- Roman Klim (2000)
- Prof. Józef Szajna (2001)
- Franciszek Fabich (2001)
- ks. bp prof. dr hab. Jan Bernard Szlaga (2002)
- Roman Landowski (2003)
- Klaus Lohmann (2004)
- Ryszard Karczykowski (2005)
- Jerzy Kubicki (2005)
- Bronisław Drewa (2005)
- Prof. Józef Andrzej Lisowski (2006)
- Kazimierz Piechowski (2006)
- Jan Rogowski (2008)
- Walenty Faterkowski (2009)
- Zenon Odya (2011)
- ks. Antoni Dunajski (2012)
- Kazimierz Zimny[47] (2016)
- Prof. Jan Strelau (2017)
- Prof. Grzegorz Witold Kołodko (2017)
- Czesława Kościańska (2021)[48]

## Współpraca międzynarodowa
| Miasto               | Państwo         | Rok podpisania umowy |
| -------------------- | --------------- | -------------------- |
| Witten               | Niemcy          | 1990, 1998, 1999     |
| Lew ha-Szaron        | Izrael          | 1997                 |
| Werder (Havel)       | Niemcy          | 1998                 |
| Birżai               | Litwa           | 1998                 |
| Barking and Dagenham | Wielka Brytania | 1999                 |
| Dębno                | Polska          | 2000                 |
| Beauvais             | Francja         | 2005                 |
| Czarnomorsk          | Ukraina         | 2006                 |
| Aizkraukle           | Łotwa           | 2007                 |